# Biserica fortificată din Cristian, Brașov

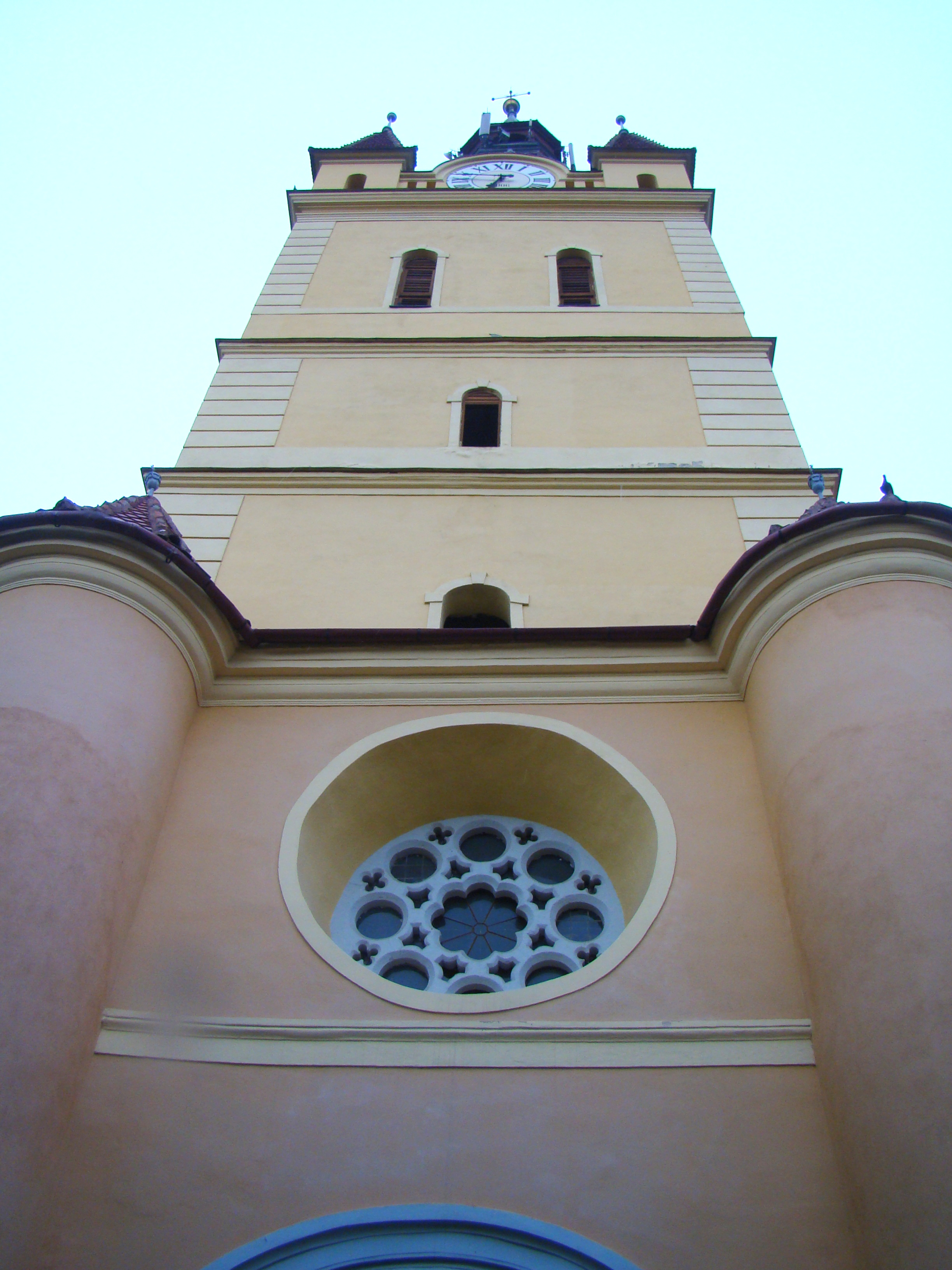
Turnul cu ceas

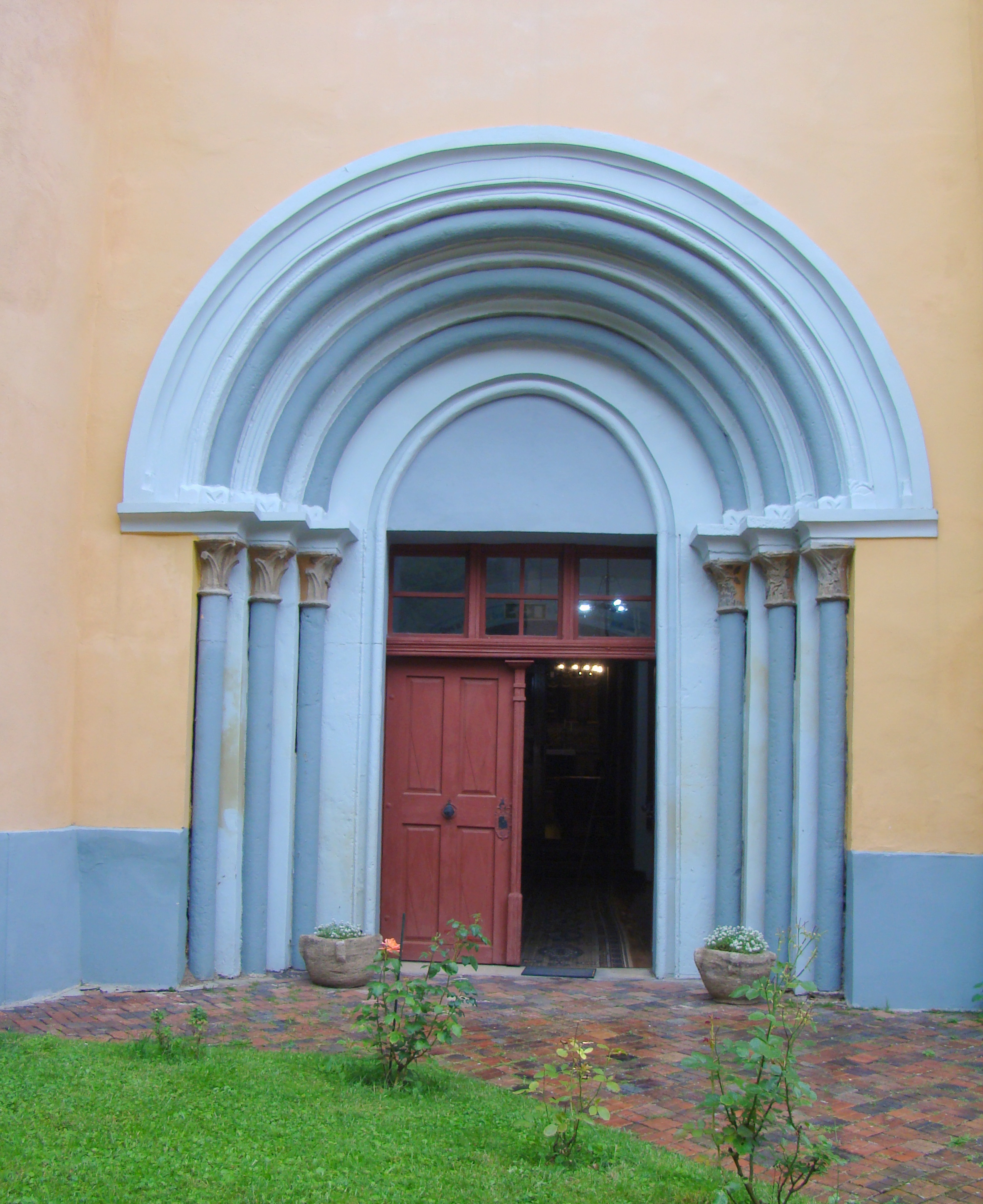
Portalul romanic al laturii de vest

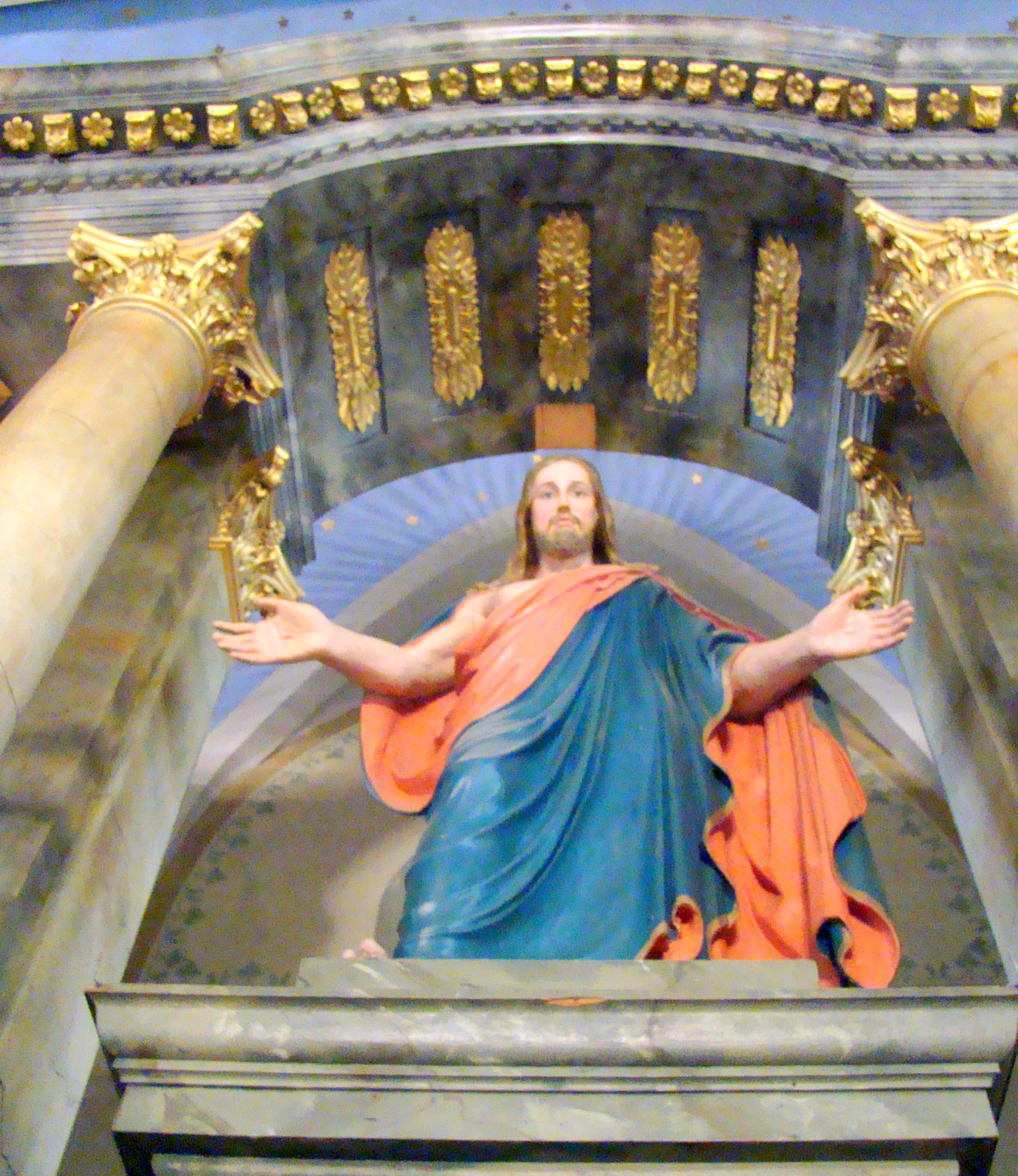
Altarul bisericii evanghelice din Cristian

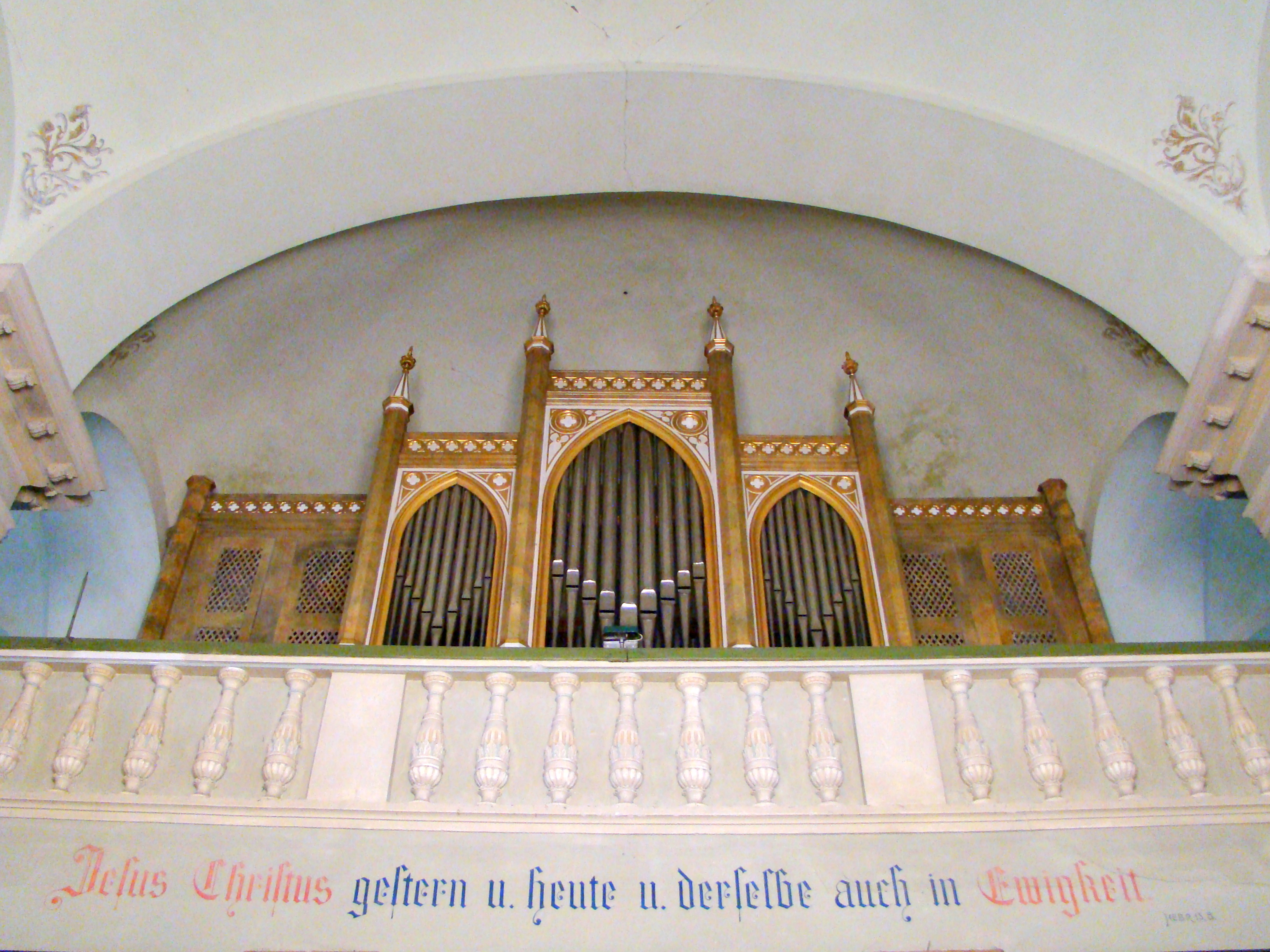
Orga bisericii

Biserica fortificată din Cristian, Brașov este un ansamblu de monumente istorice aflat pe teritoriul satului Cristian, comuna Cristian. În Repertoriul Arheologic Național, monumentul apare cu codul 40919.12.
Ansamblul este format din următoarele monumente:
- Biserica evanghelică (cod LMI BV-II-m-A-11652.01)
- Dublă incintă fortificată, cu turnuri și barbacană (cod LMI BV-II-m-A-11652.02)

## Localitatea
Cristian (în germană Neustadt im Burzenland, în maghiară Keresztényfalva) este o comună în județul Brașov, Transilvania, România, formată numai din satul de reședință. Satul a fost fondat în secolul al XIII-lea, când Ordinul Cavalerilor Teutoni a construit mai multe cetăți în regiune și a recrutat coloniști sași.

## Biserica
Biserica din Cristian, cu zidul său dublu de apărare și cu cele opt turnuri defensive bine conservate, este un exemplu impresionant de arhitectură militară medievală. Basilica gotică fusese construită între anii 1250–1270. Din secolul al XIII-lea și până în zilele noastre, construcția a suferit numeroase modificări datorate mai ales cutremurelor care i-au afectat structura de rezistență. Actuala biserică sală clasicizată a fost construită între anii 1839-1841, pe ruinele vechii construcții din secolul XIII.
Interiorul bisericii este segmentat de perechile de piloni ce susțin arcele dublouri și calotele a vela. Altarul și amvonul au fost construite odată cu biserica.
Biserica este înconjurată de un zid dublu de incintă, care timp de trei secole a fost construit, extins și prevăzut cu nouă turnuri de apărare, din care s-au păstrat doar opt. Turnul de poartă a fost transformat în casă parohială.
În anul 1792, ]n locul unor fortificații, a fost amenajat cimitirul. Până în anul 1899, pe partea interioară a zidului din prima incintă se aflau cămările cu provizii, identice constructiv cu cele din Prejmer.
Intrarea în biserică este străjuită de panouri unde sunt consemnate numele celor decedați în Primul Război Mondial și a celor deportați.
Altarul este dominat de Christos binecuvântând. Apostolii Petru și Pavel veghează din vitraliile ferestrelor. Corifeii reformei religioase, Martin Luther și Johannes Honterus, se regăsesc în lăcaș. În spatele altarului este piatra funerară a mormântului preotesei Ana May, decedată la 22 aprilie 1631.
Orga bisericii, cu două claviaturi și 23 de registre pe sistem pneumatic, a fost reconstruită de Karl Einschenk în anul 1909, după vechea orgă a lui Heinrich Maywald din 1842.

## Imagini din exterior

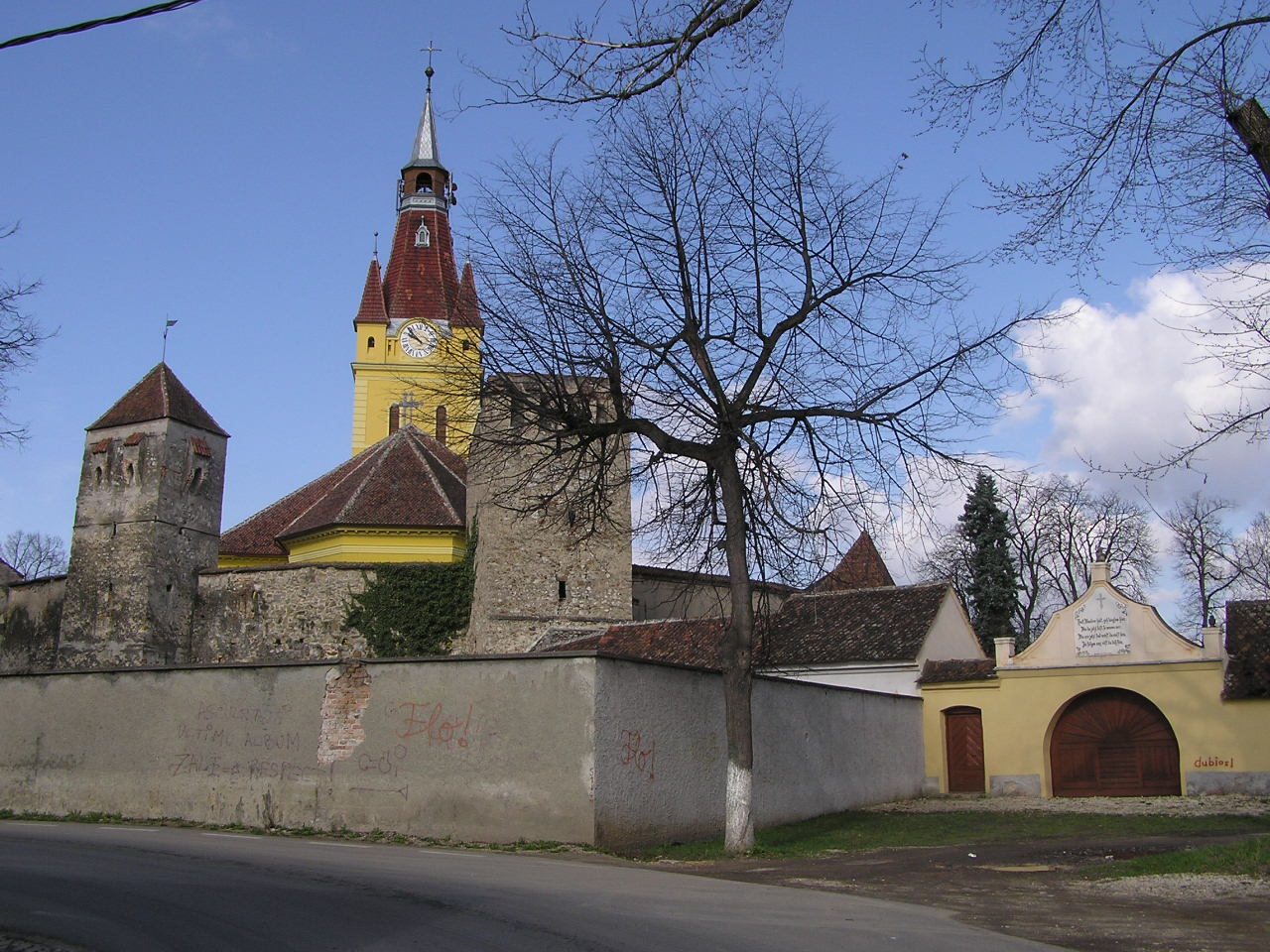
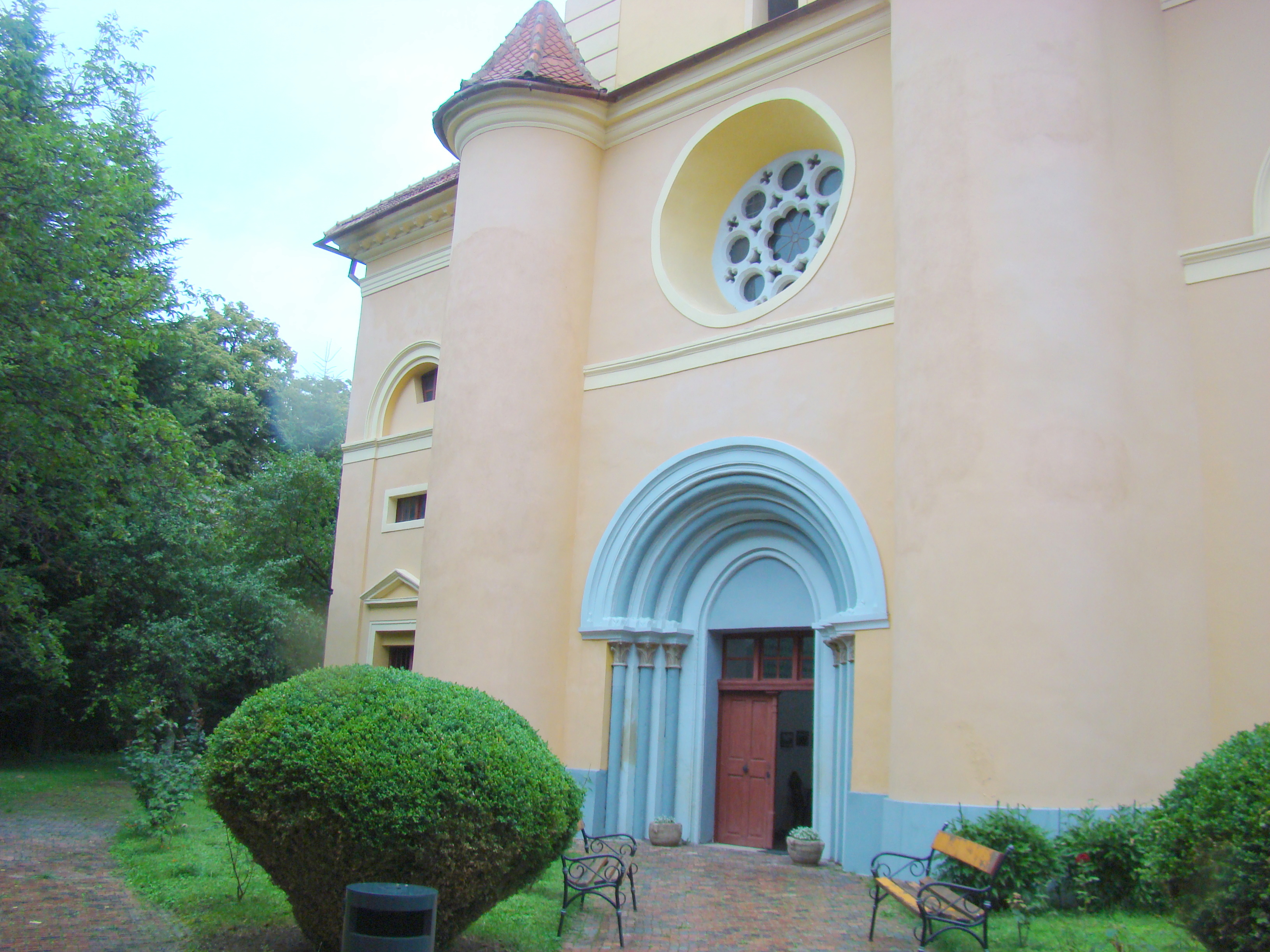
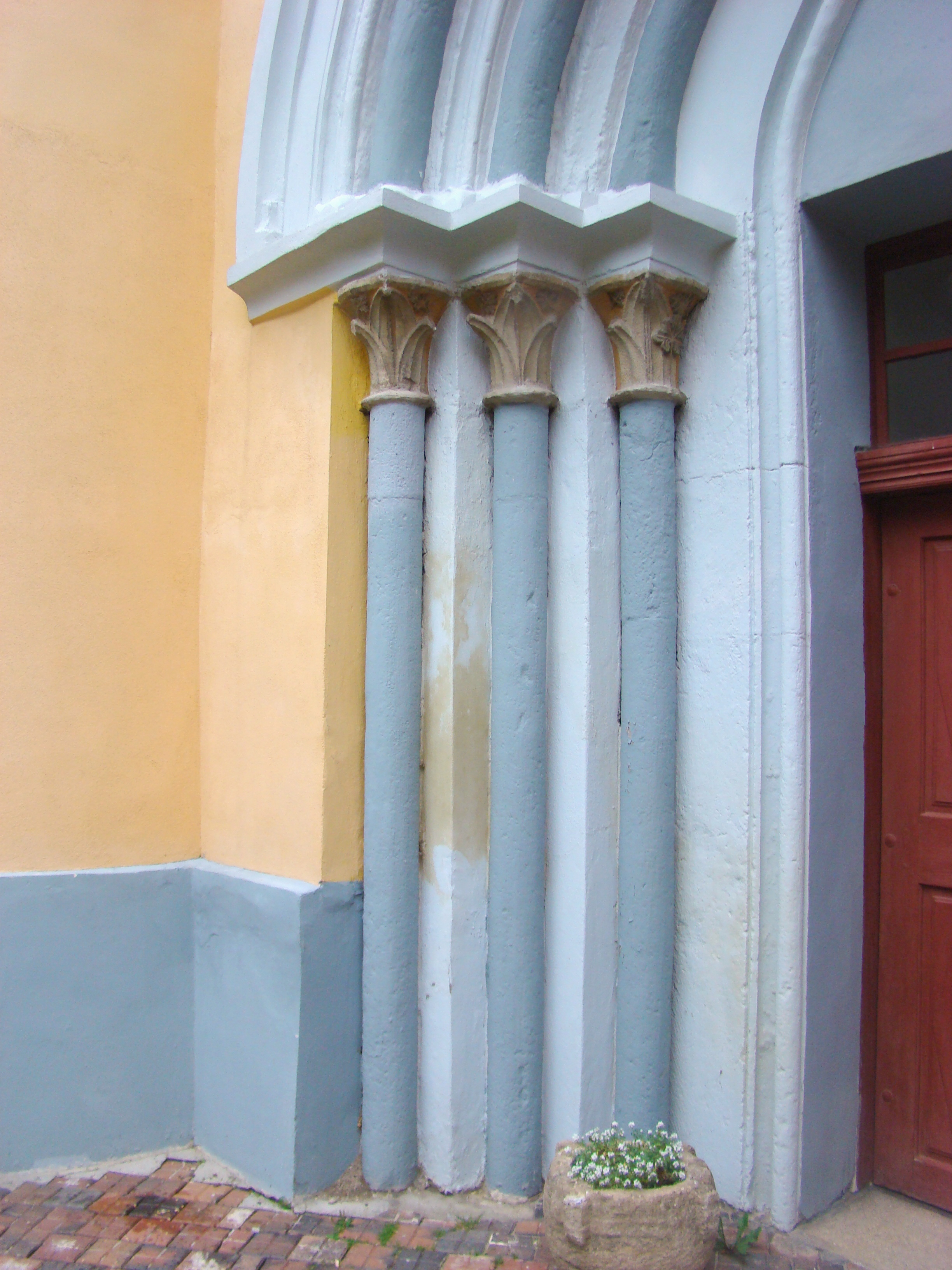
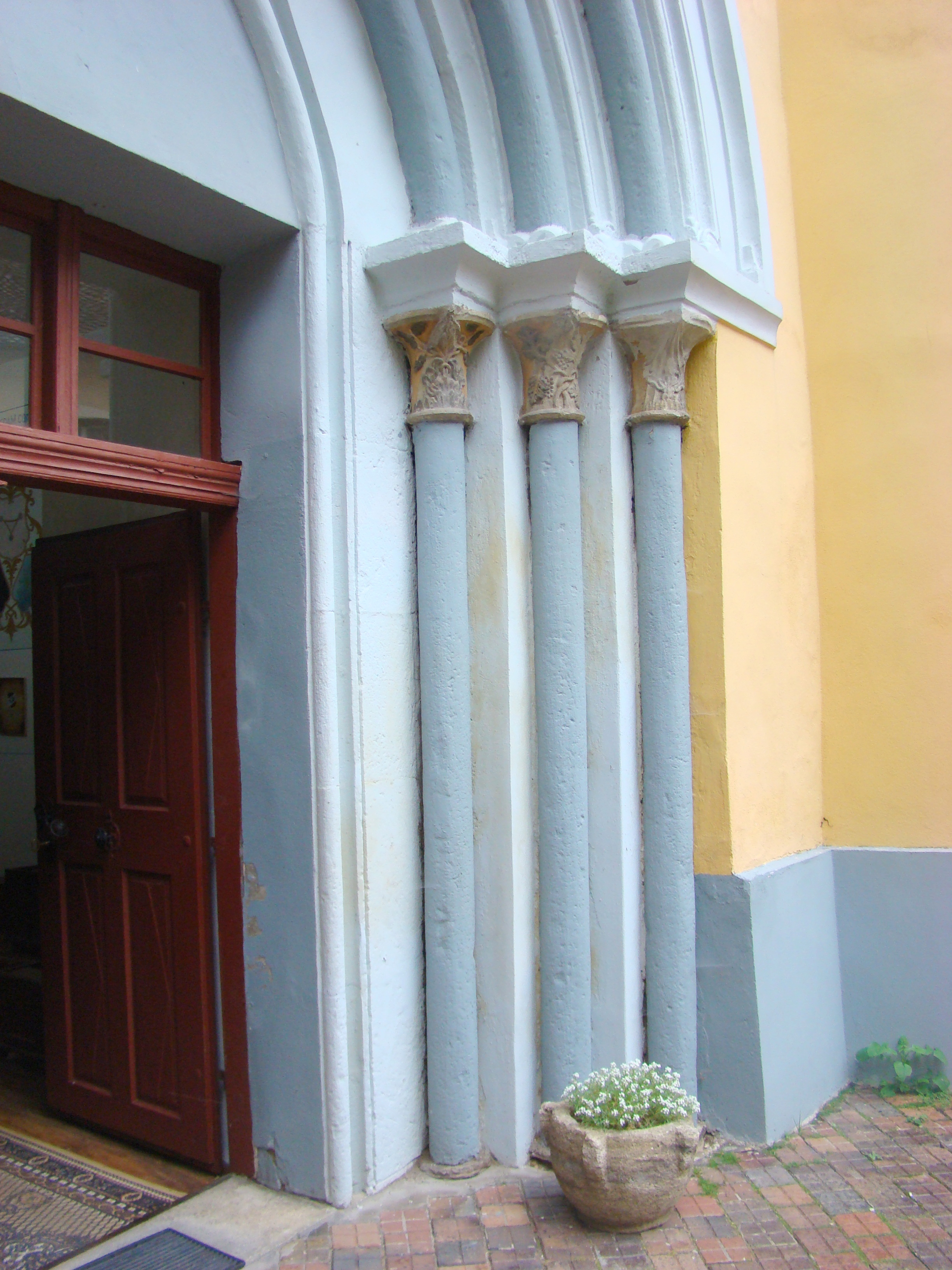
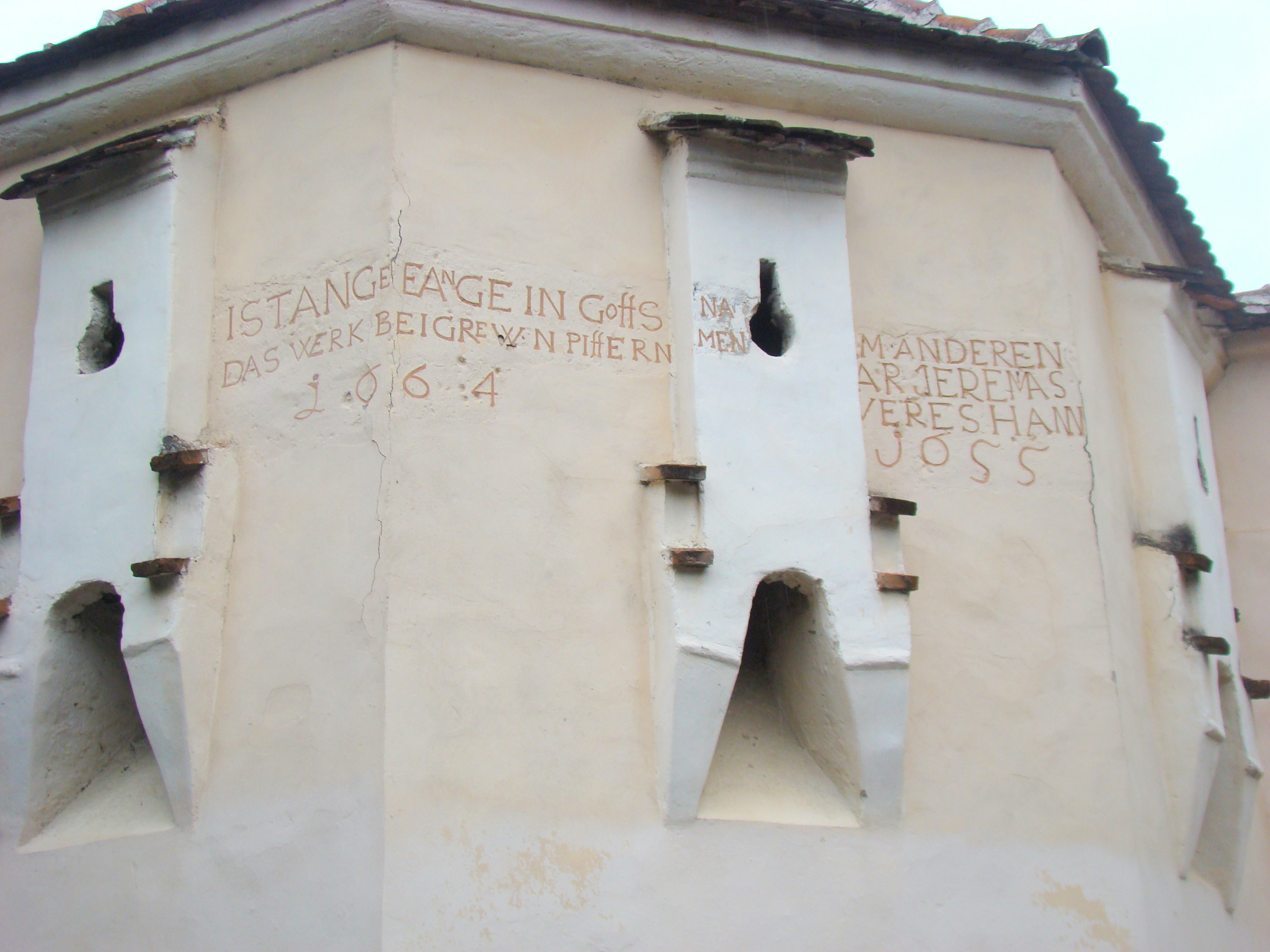
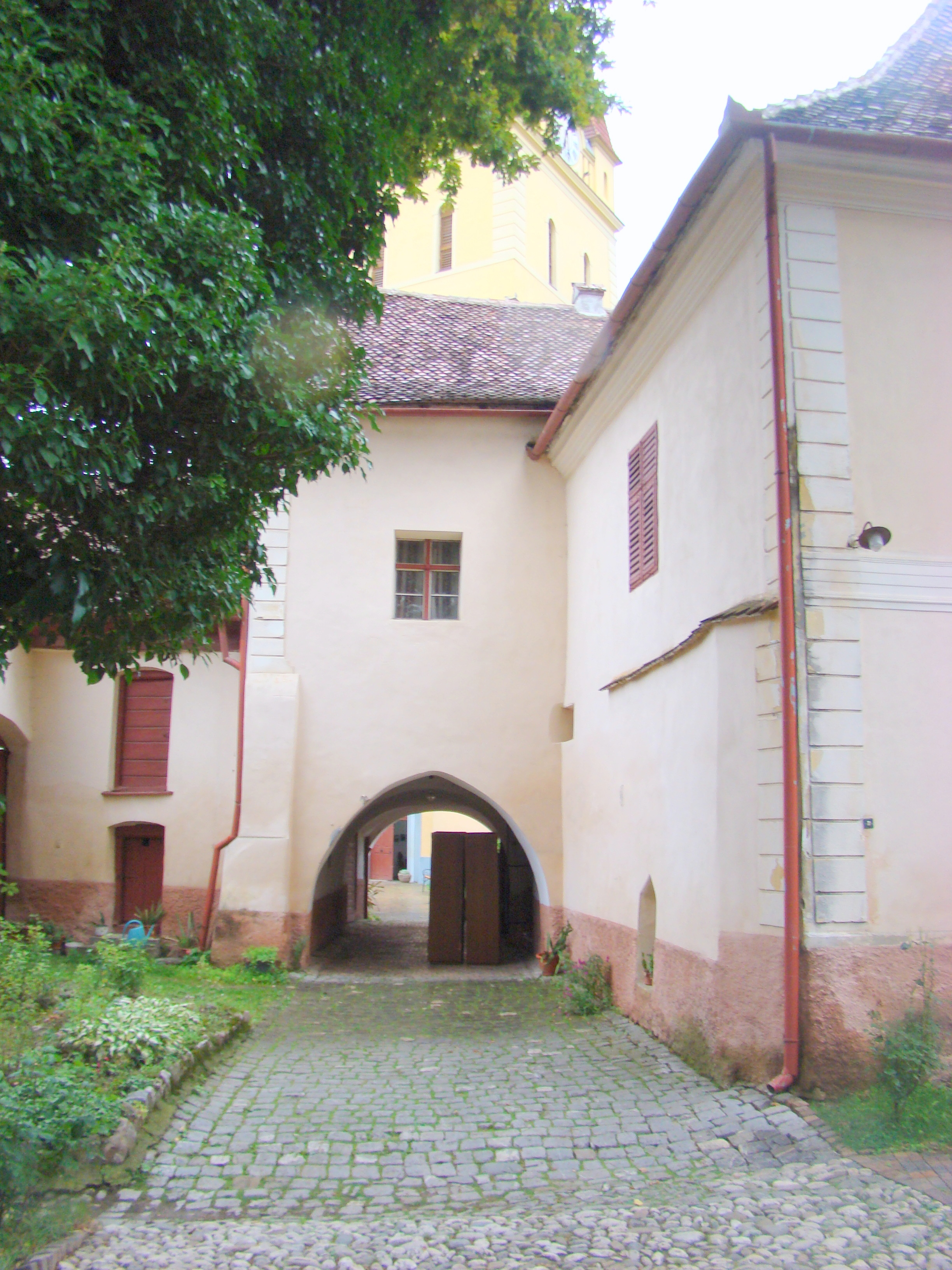
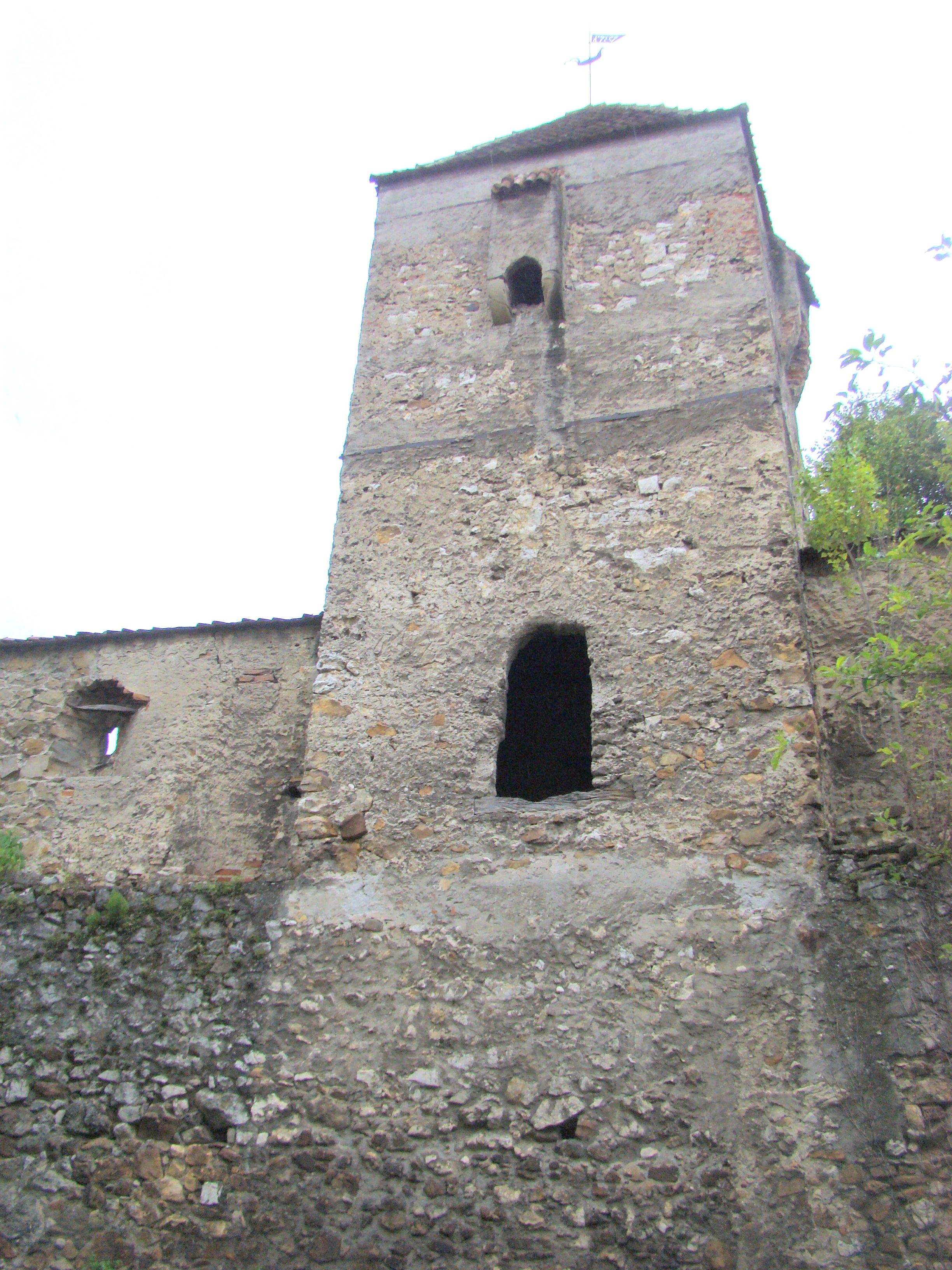
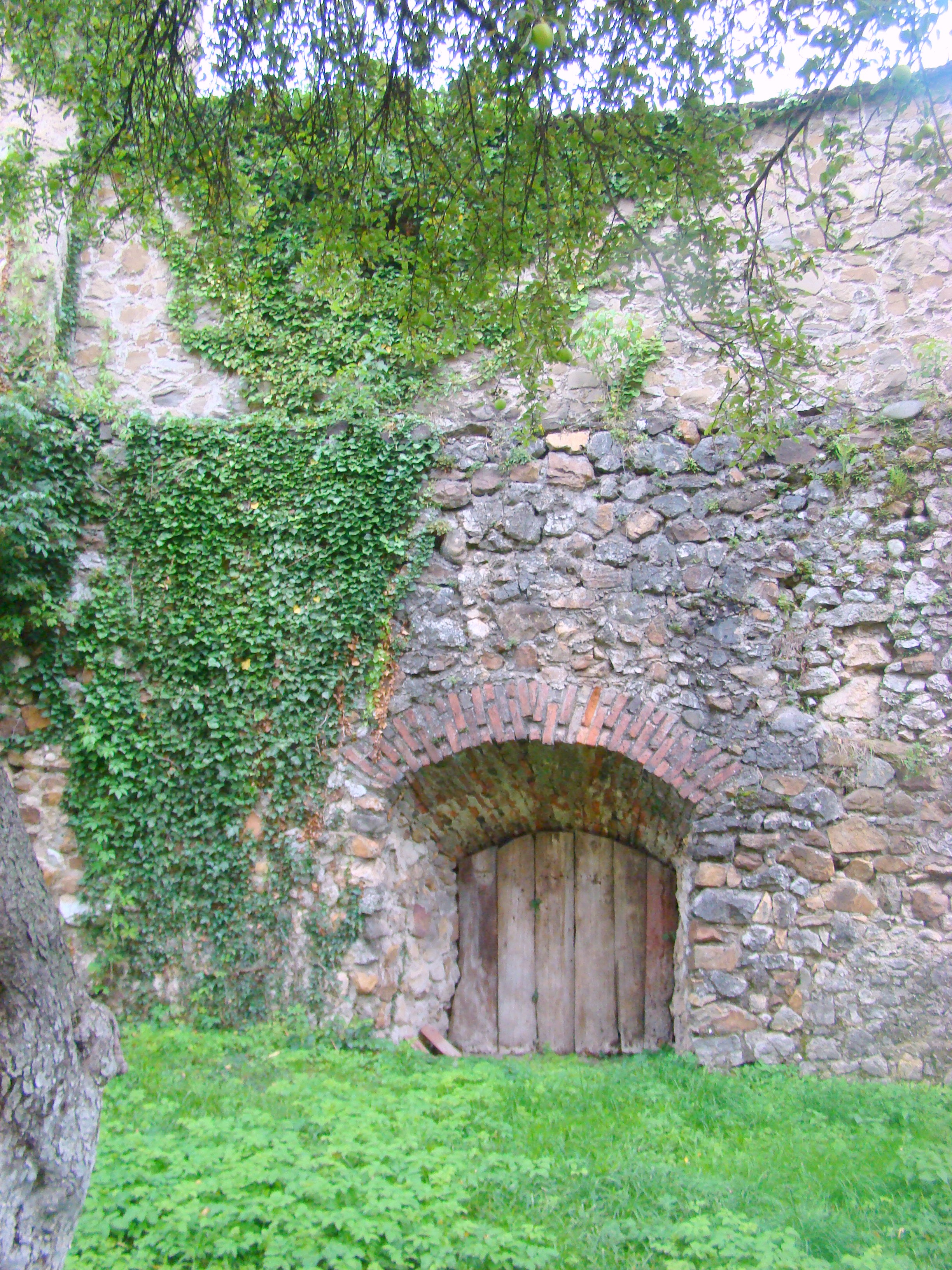
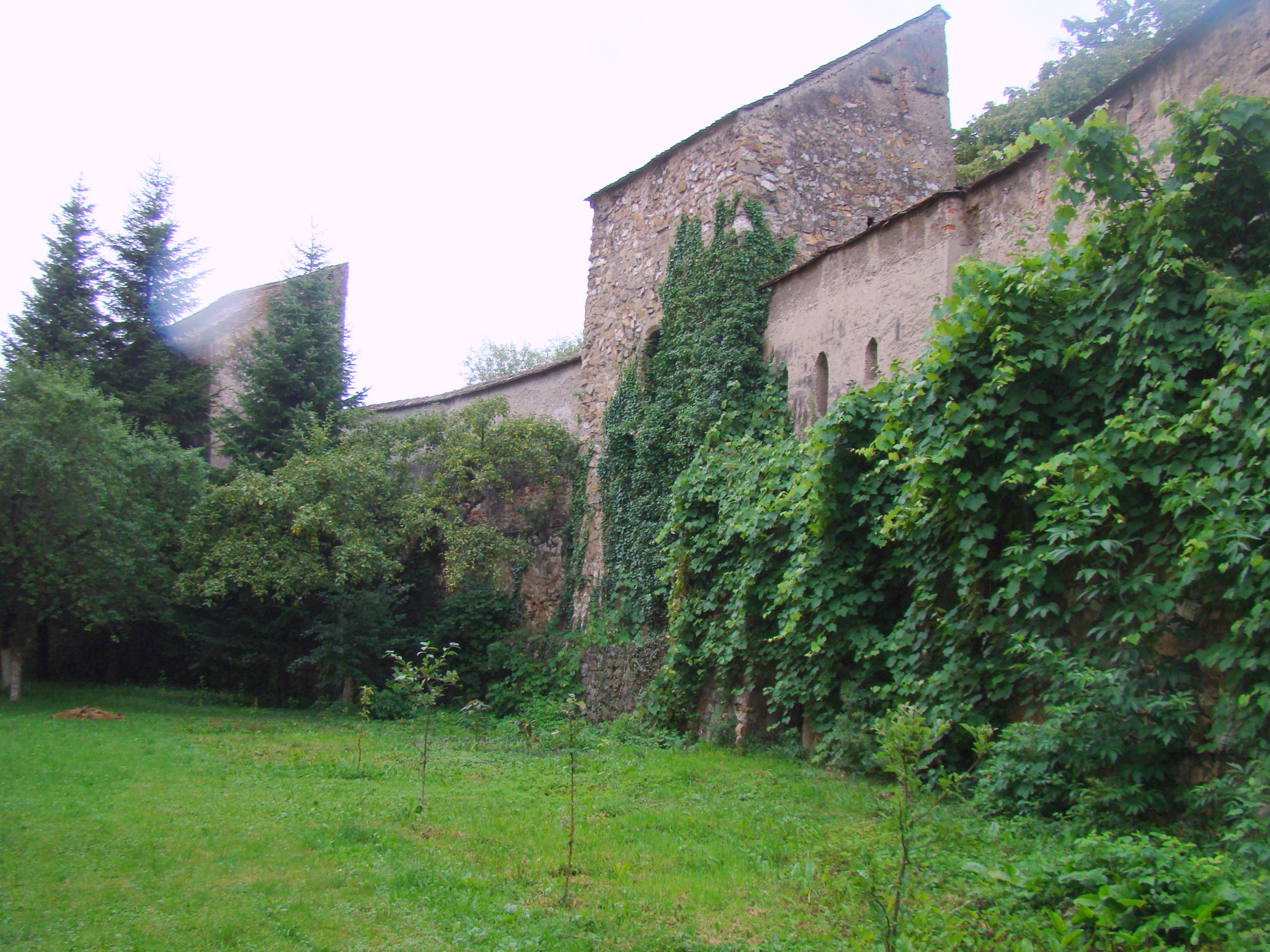
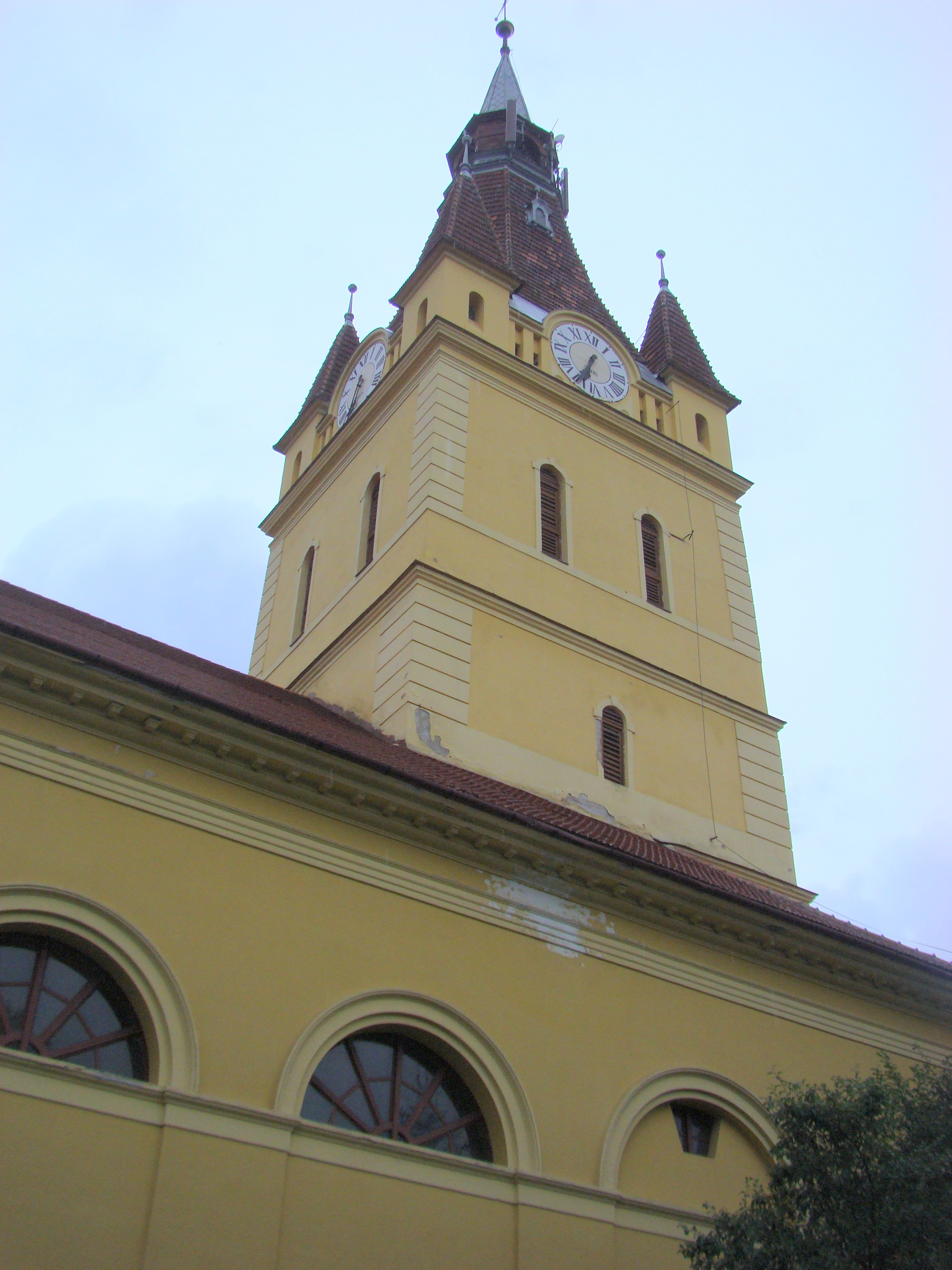
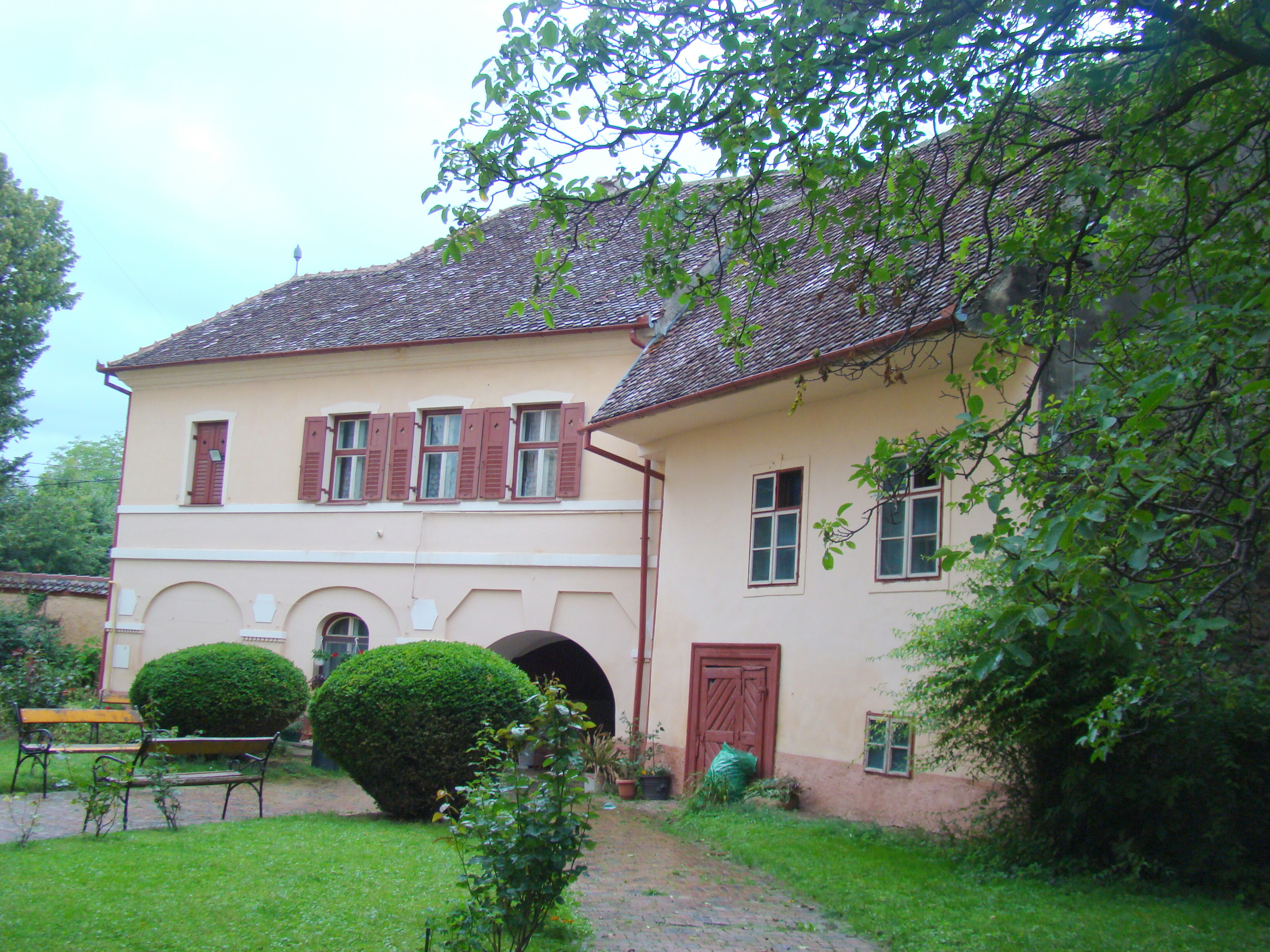
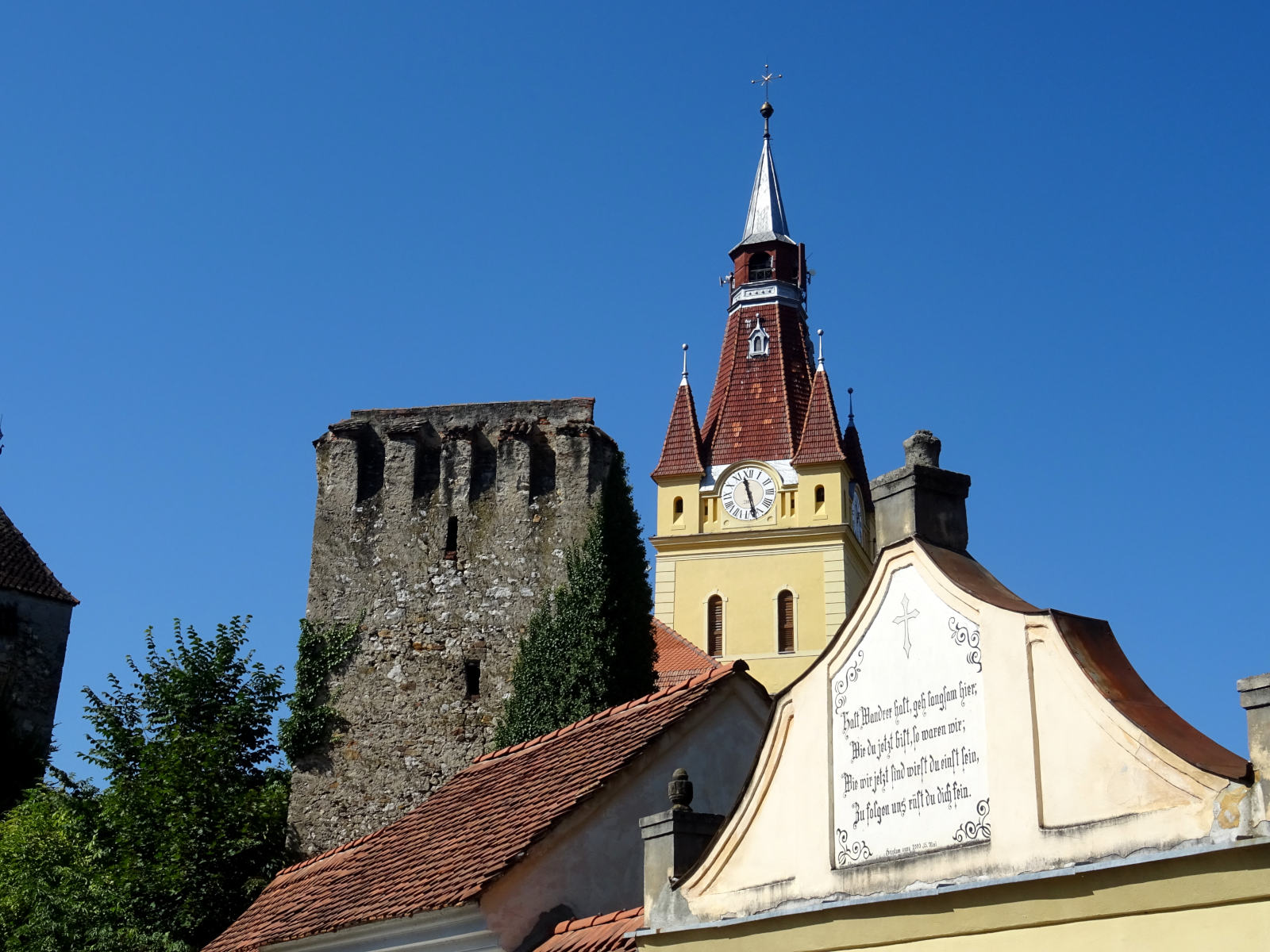
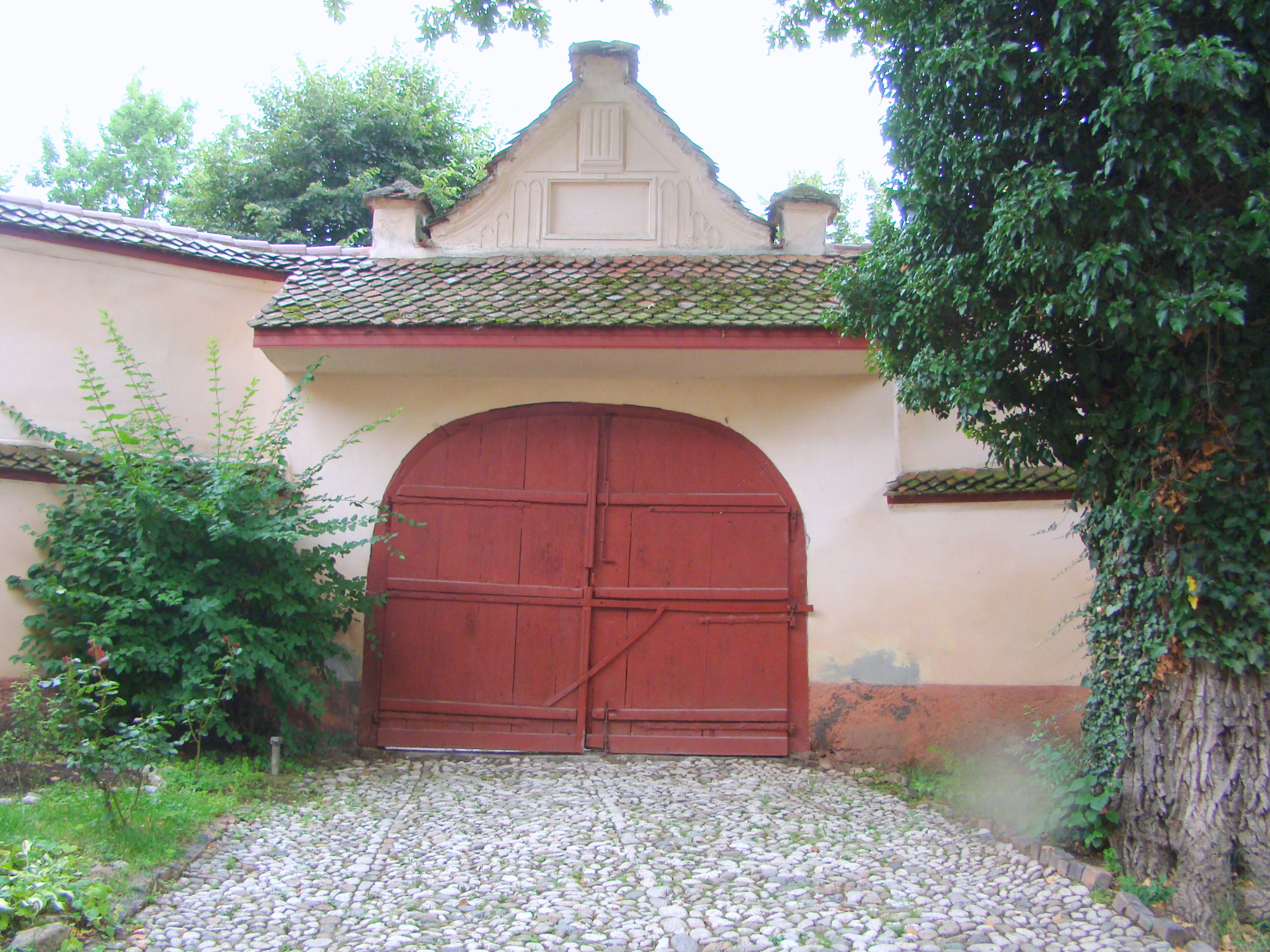
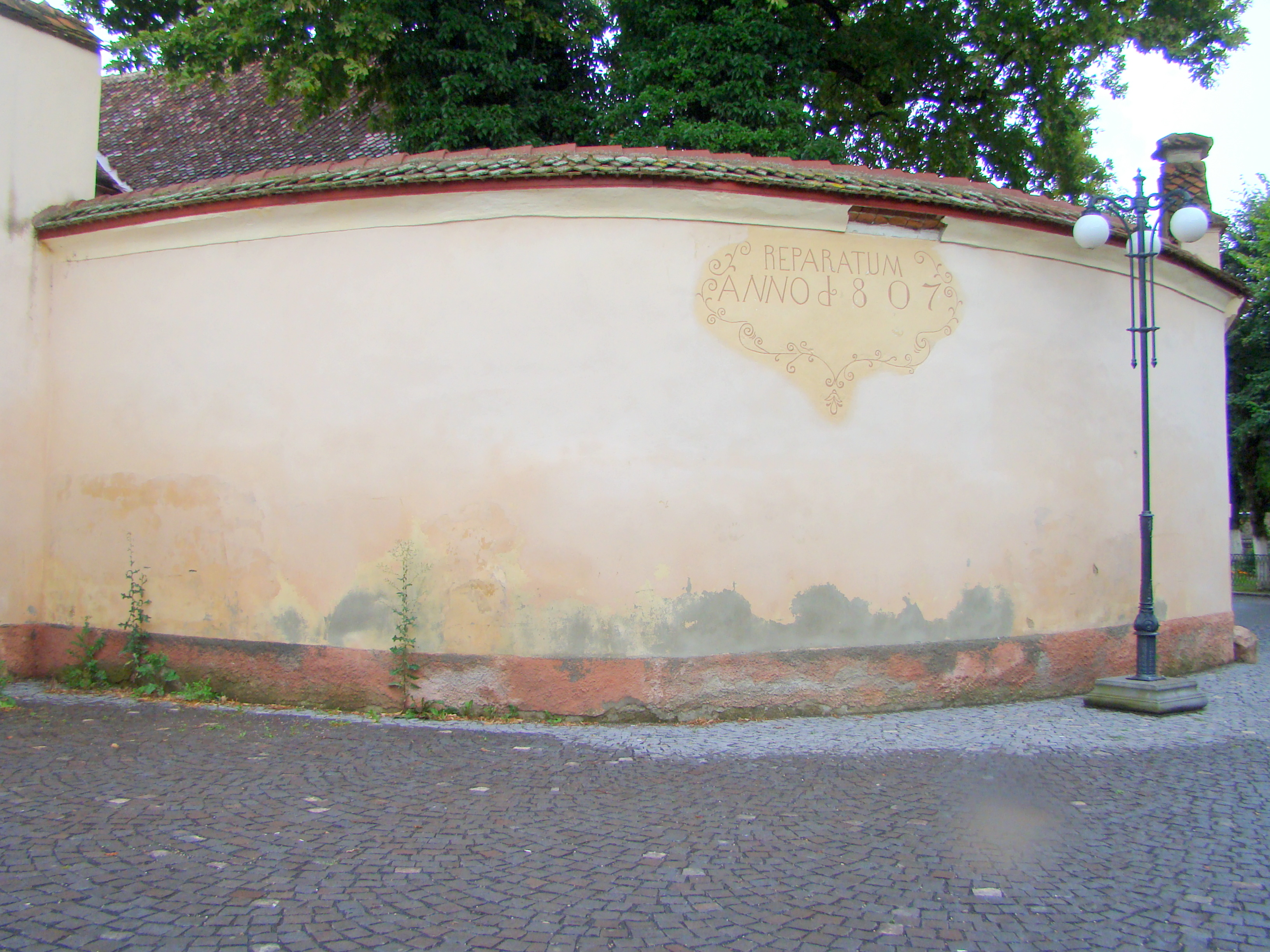
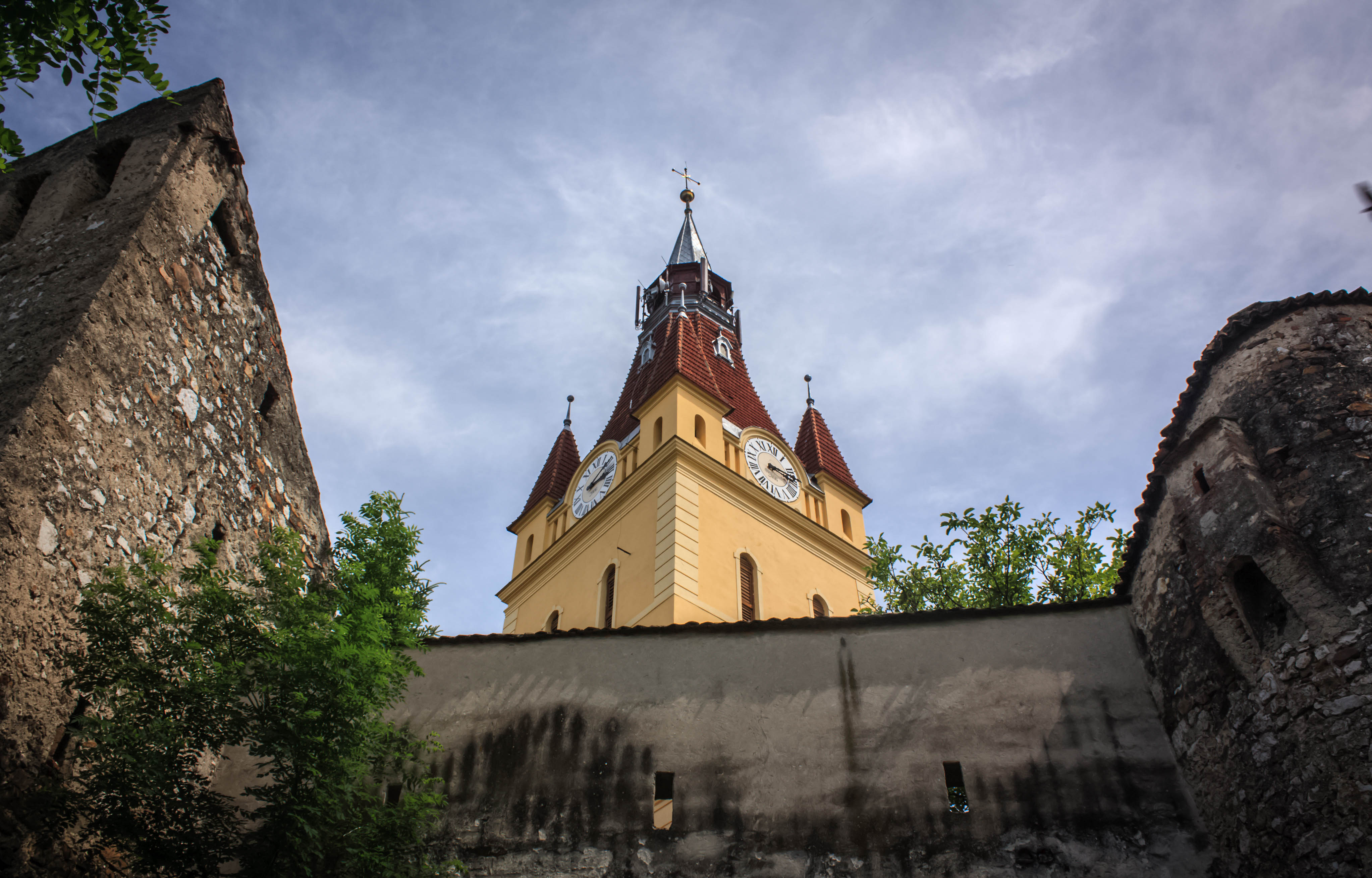
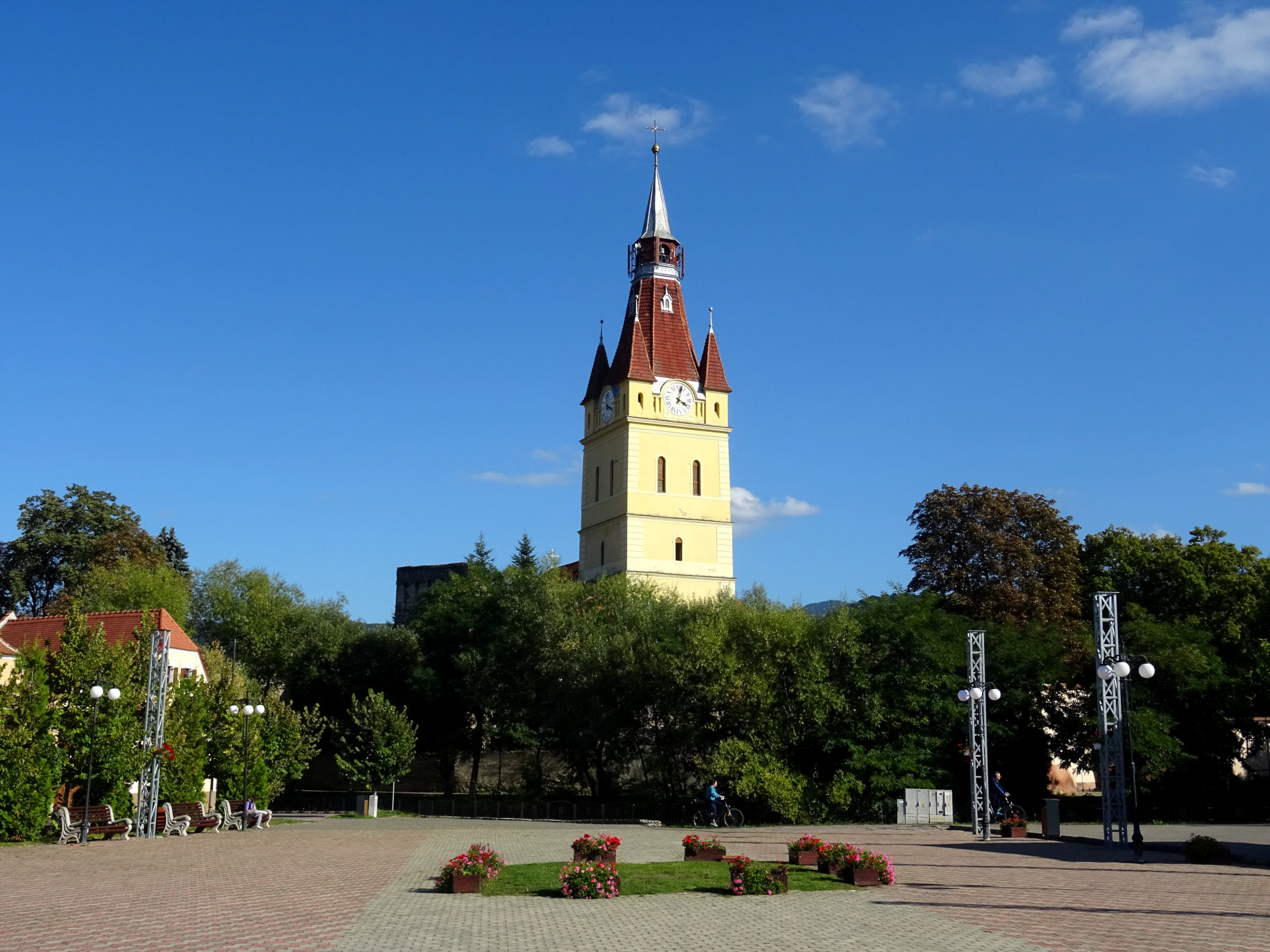

## Vezi și
- Cristian, Brașov

## Imagini din interior

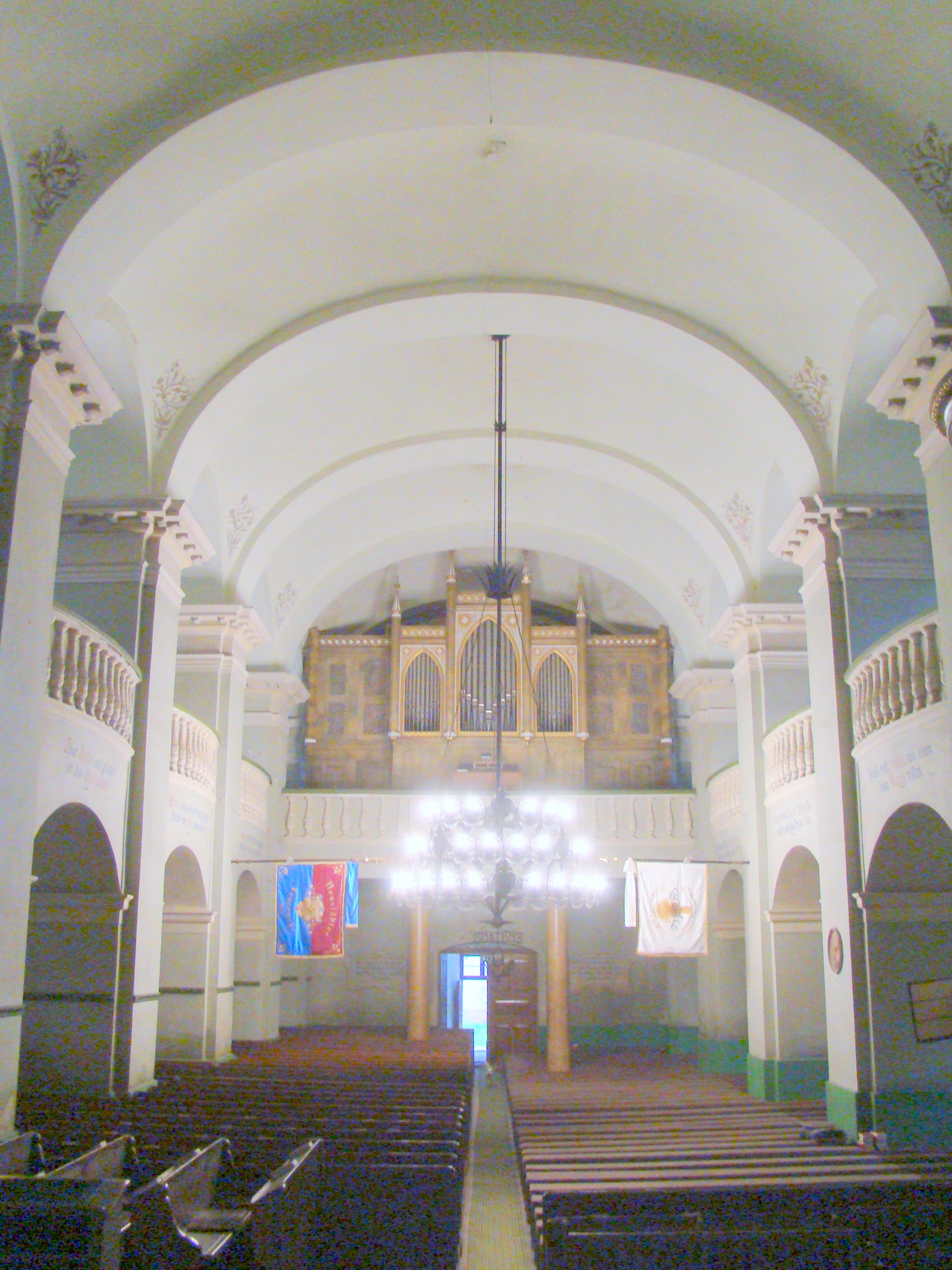
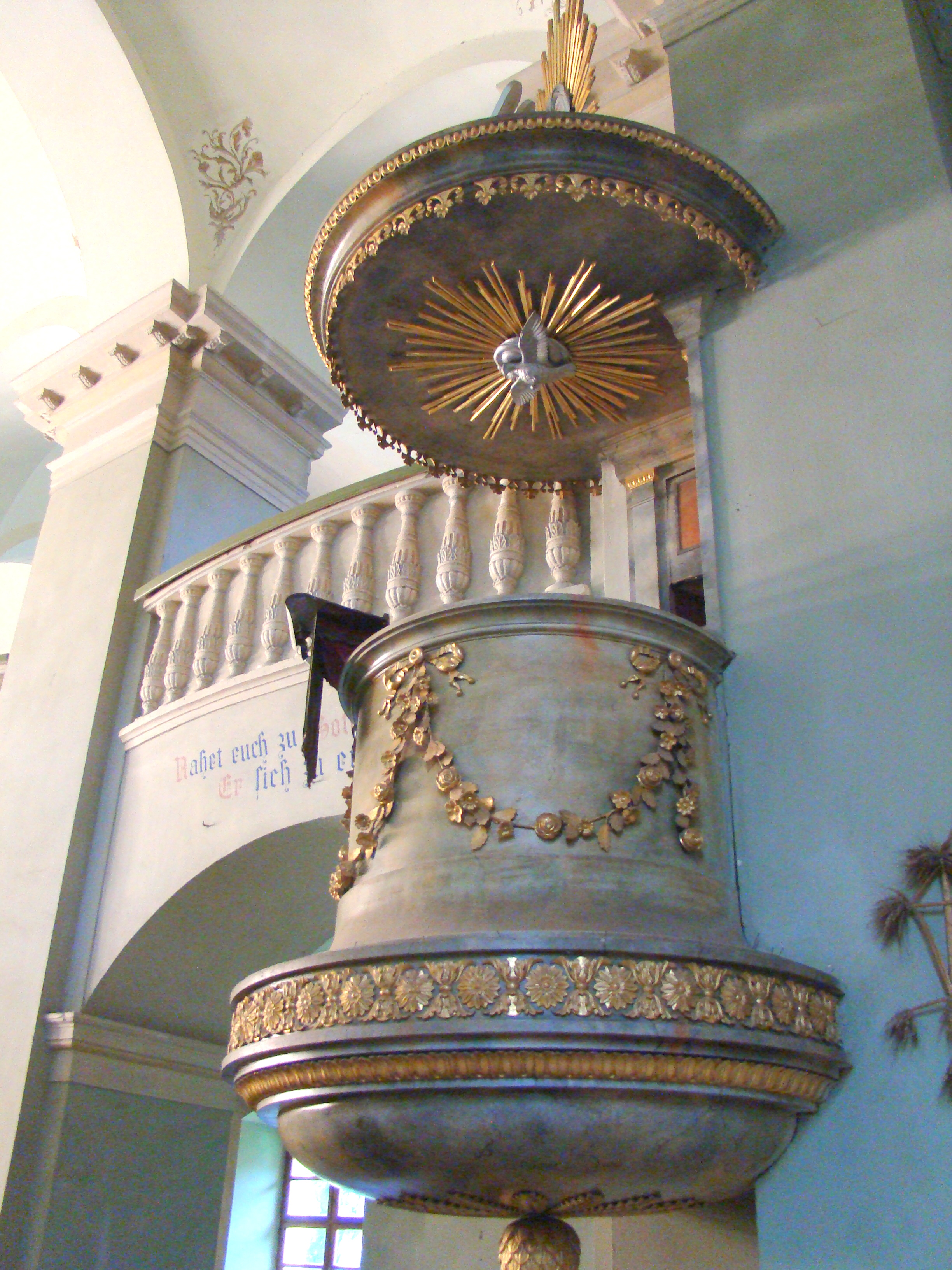
Amvonul
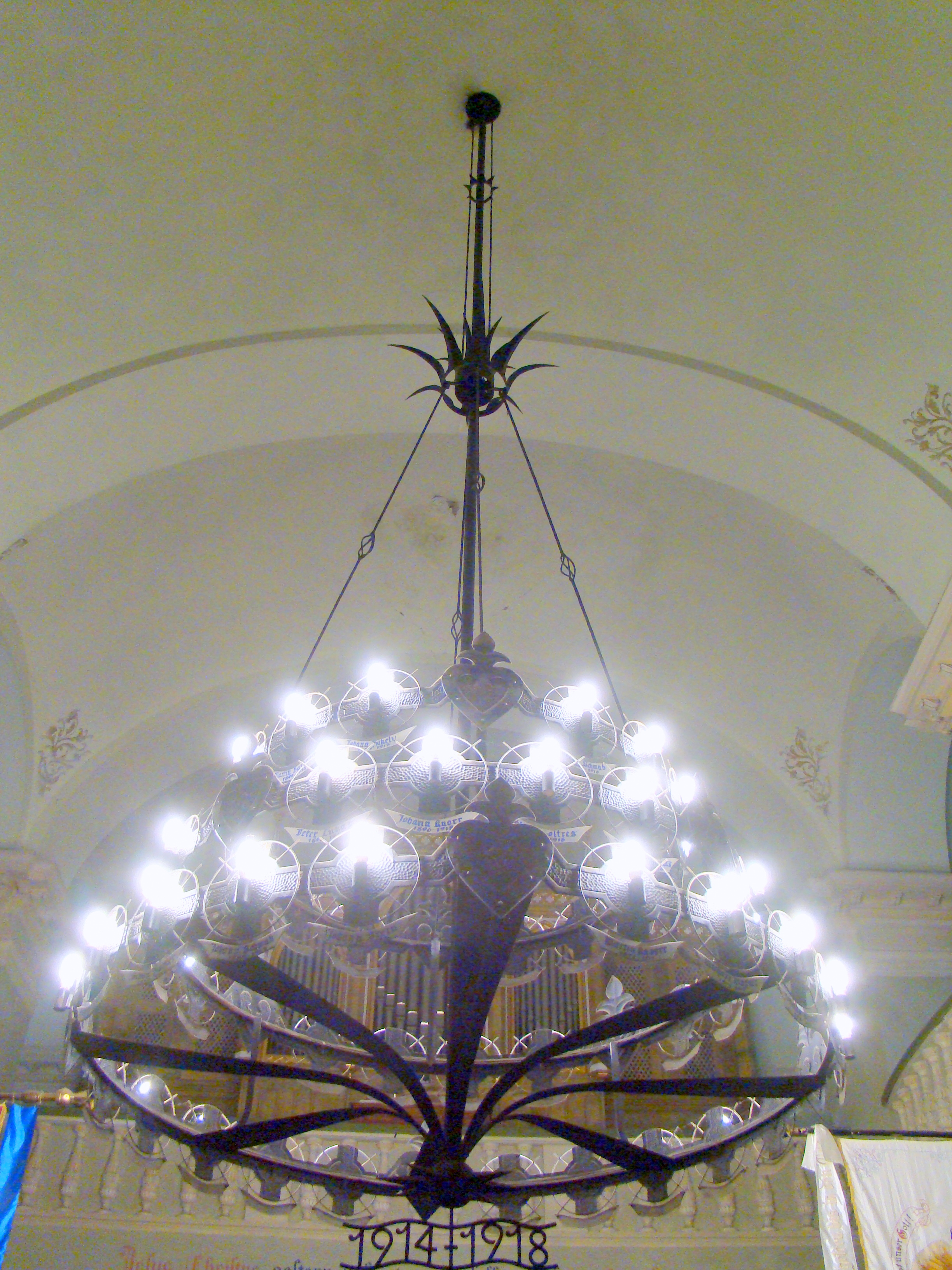
Candelabrul imens, din fier bătut, în memoria celor ce au murit sau au dispărut în Primul Război Mondial.
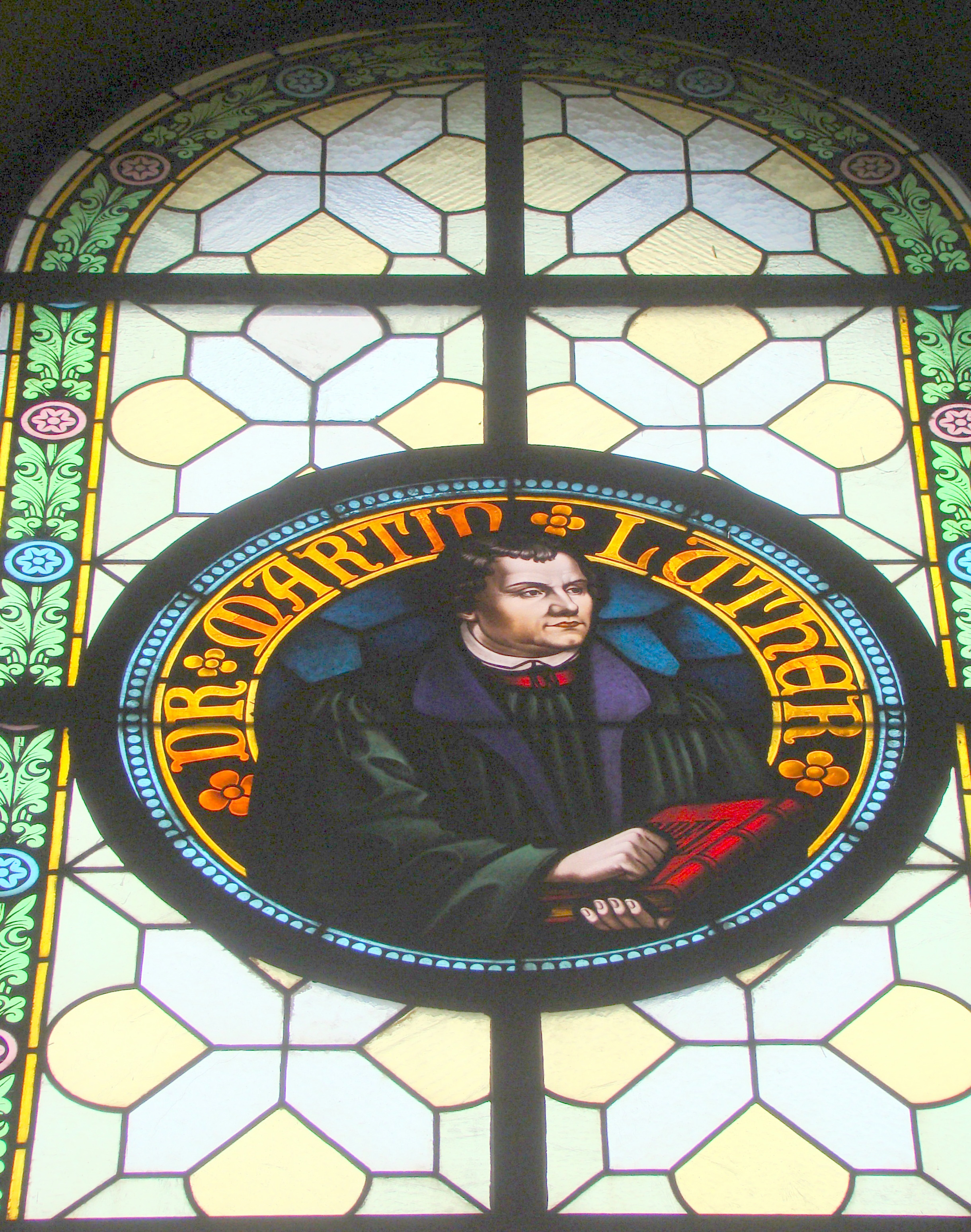
Martin Luther
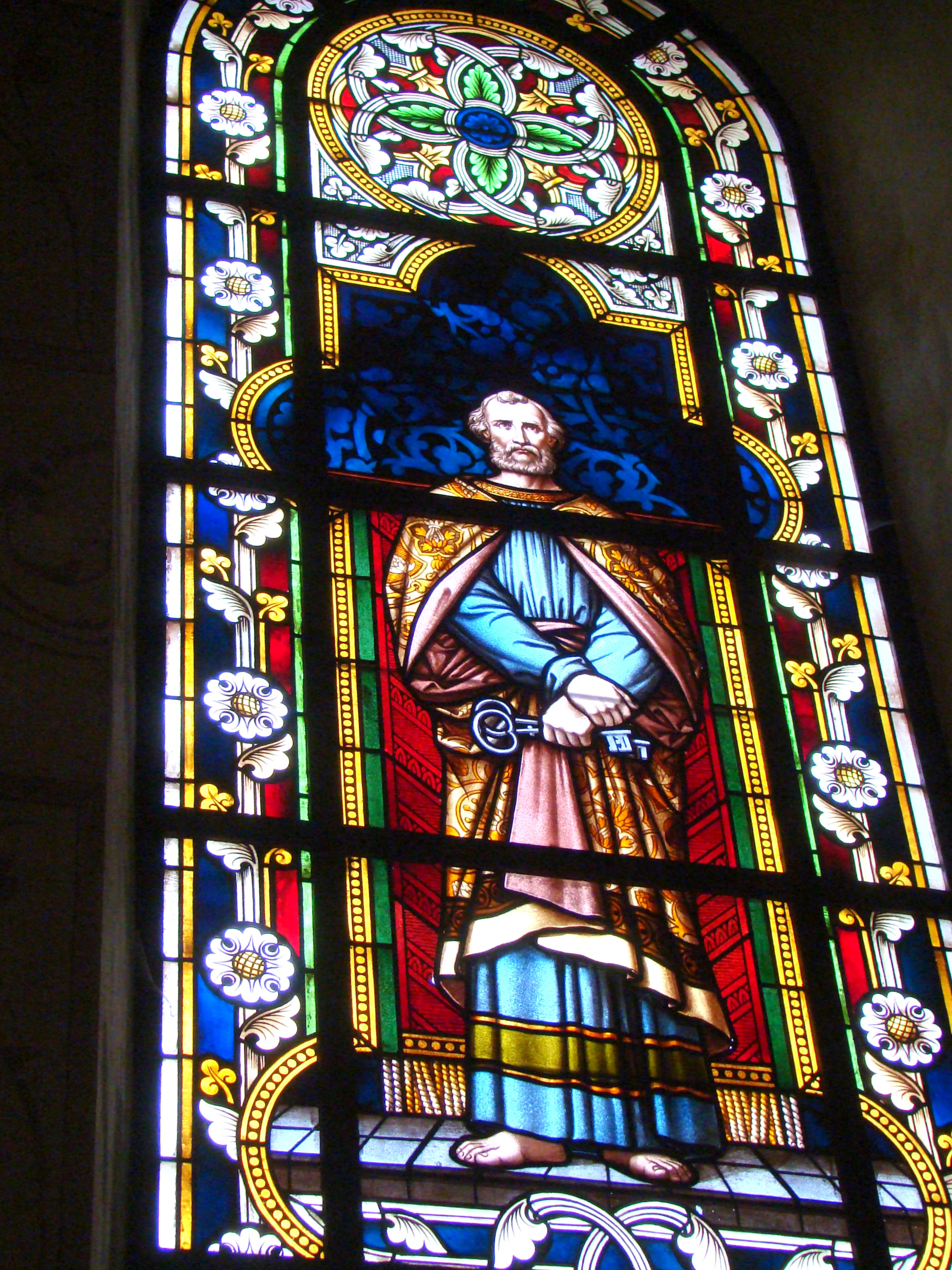
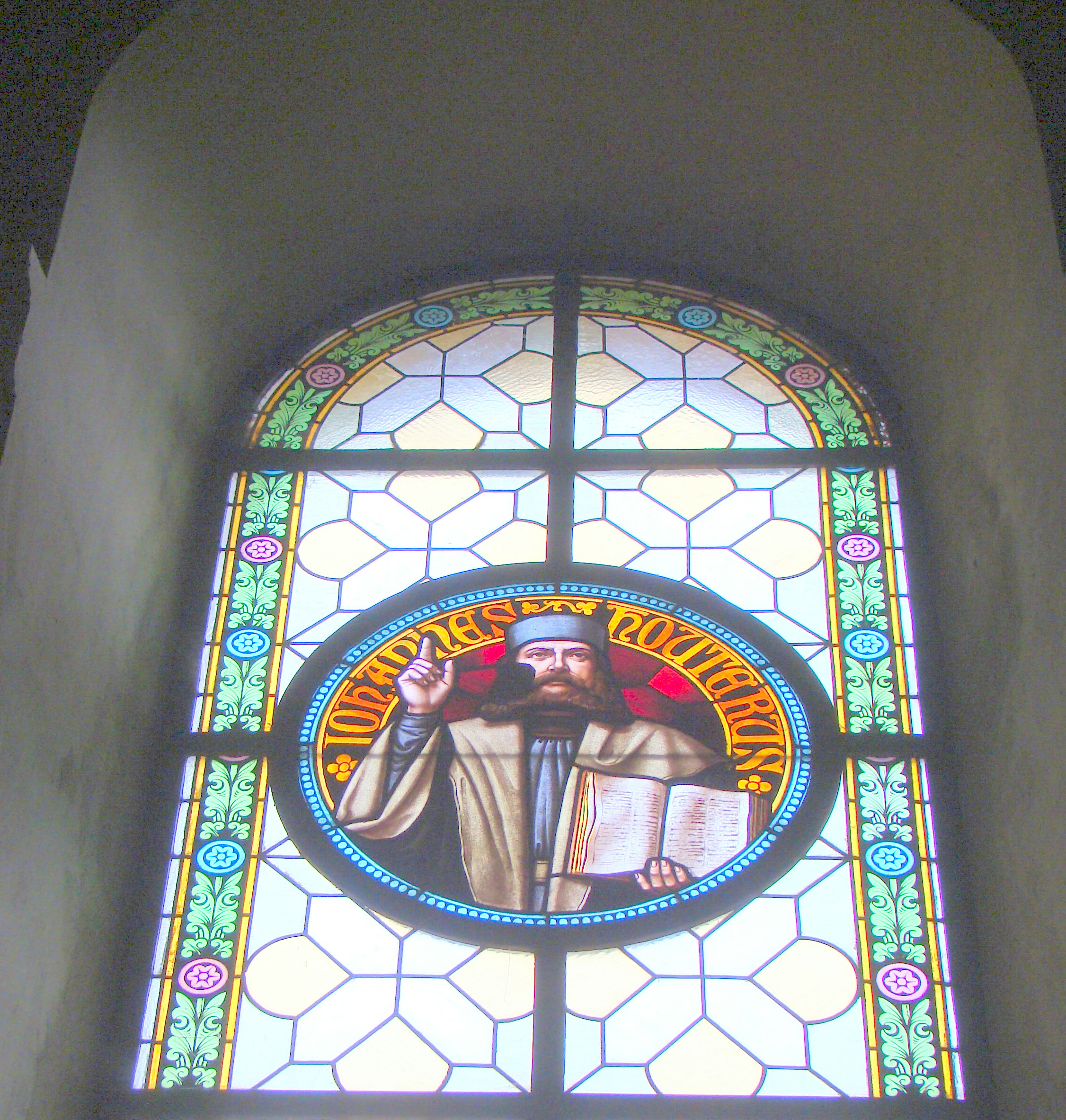
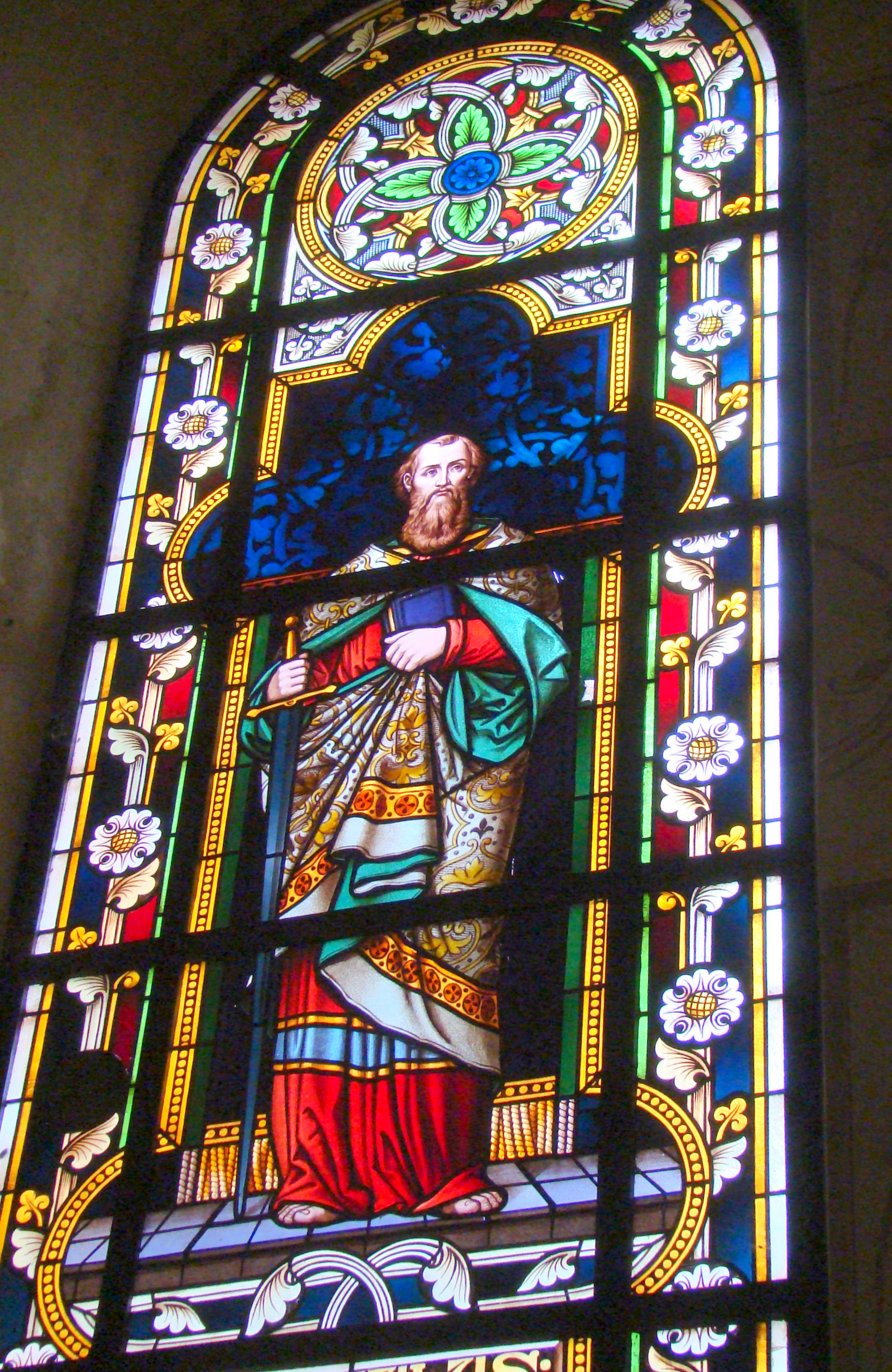
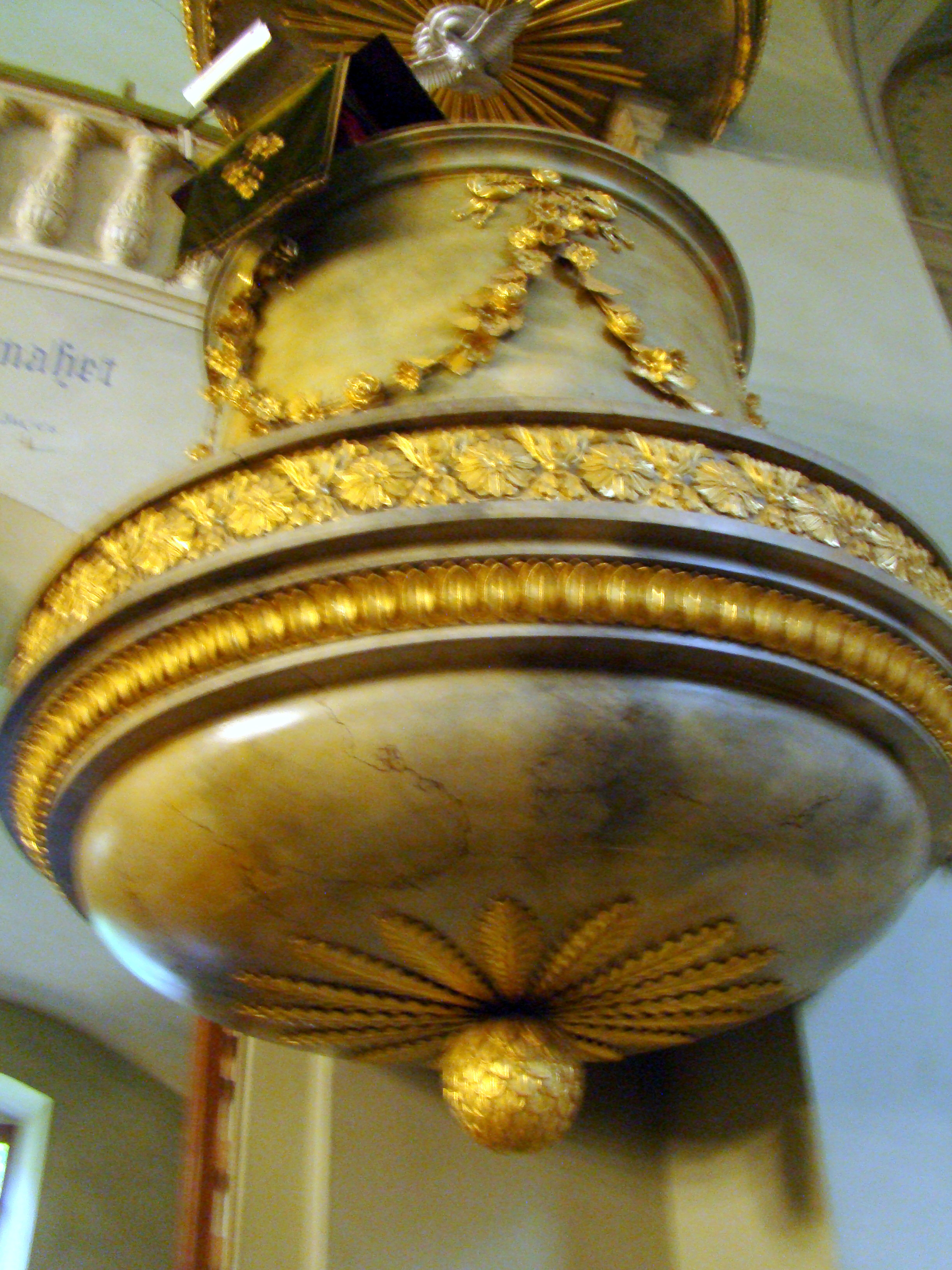
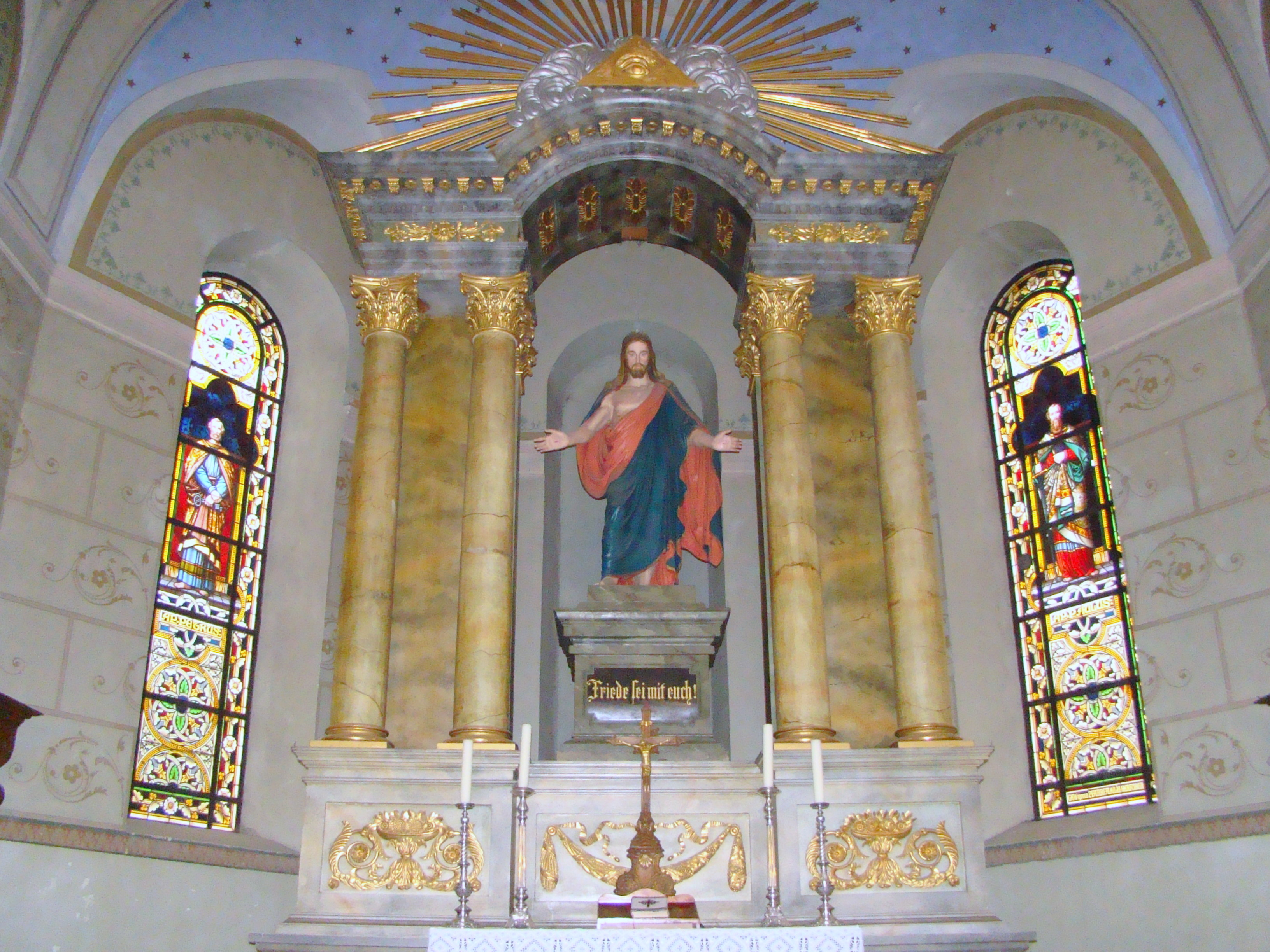
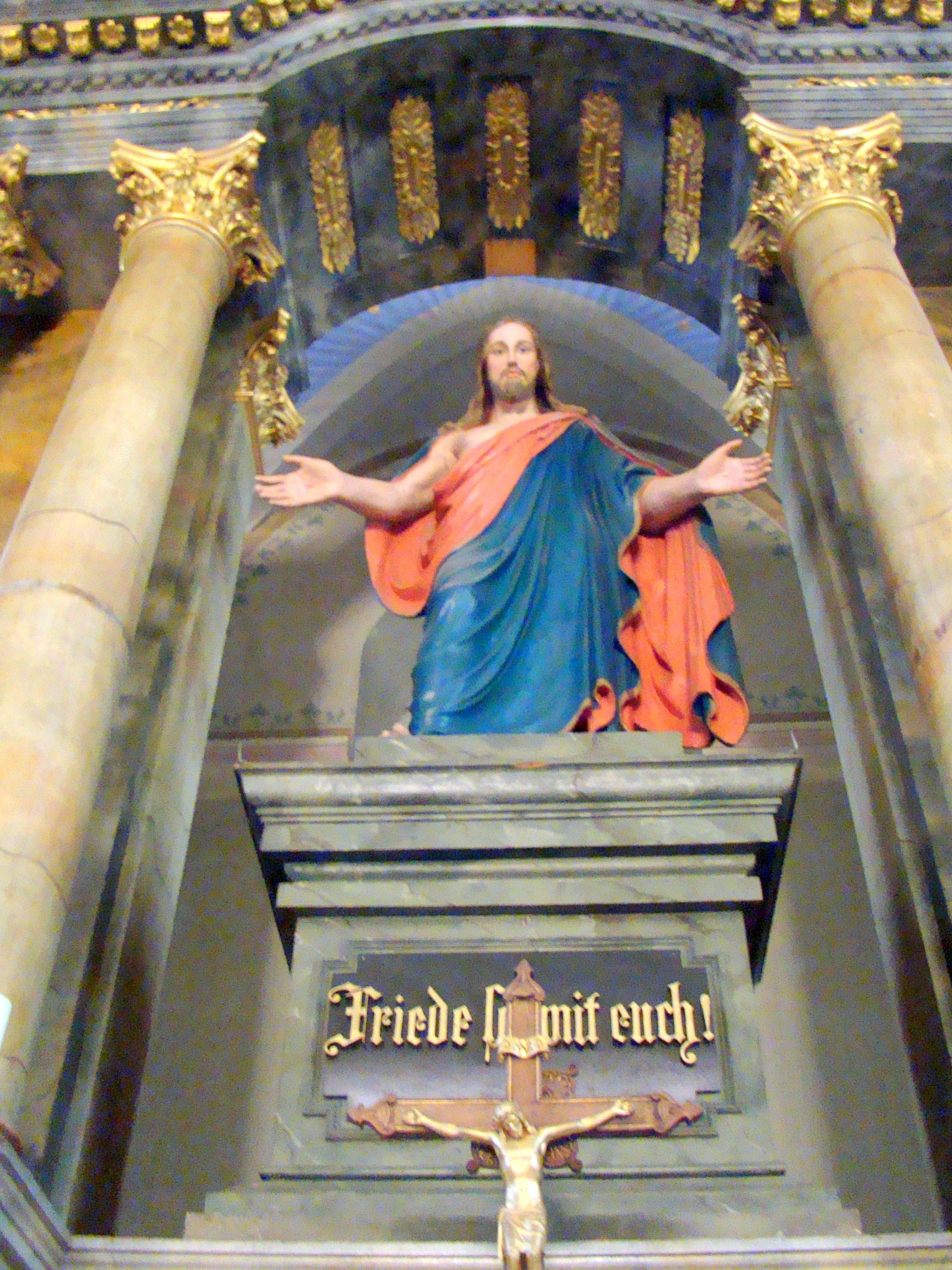
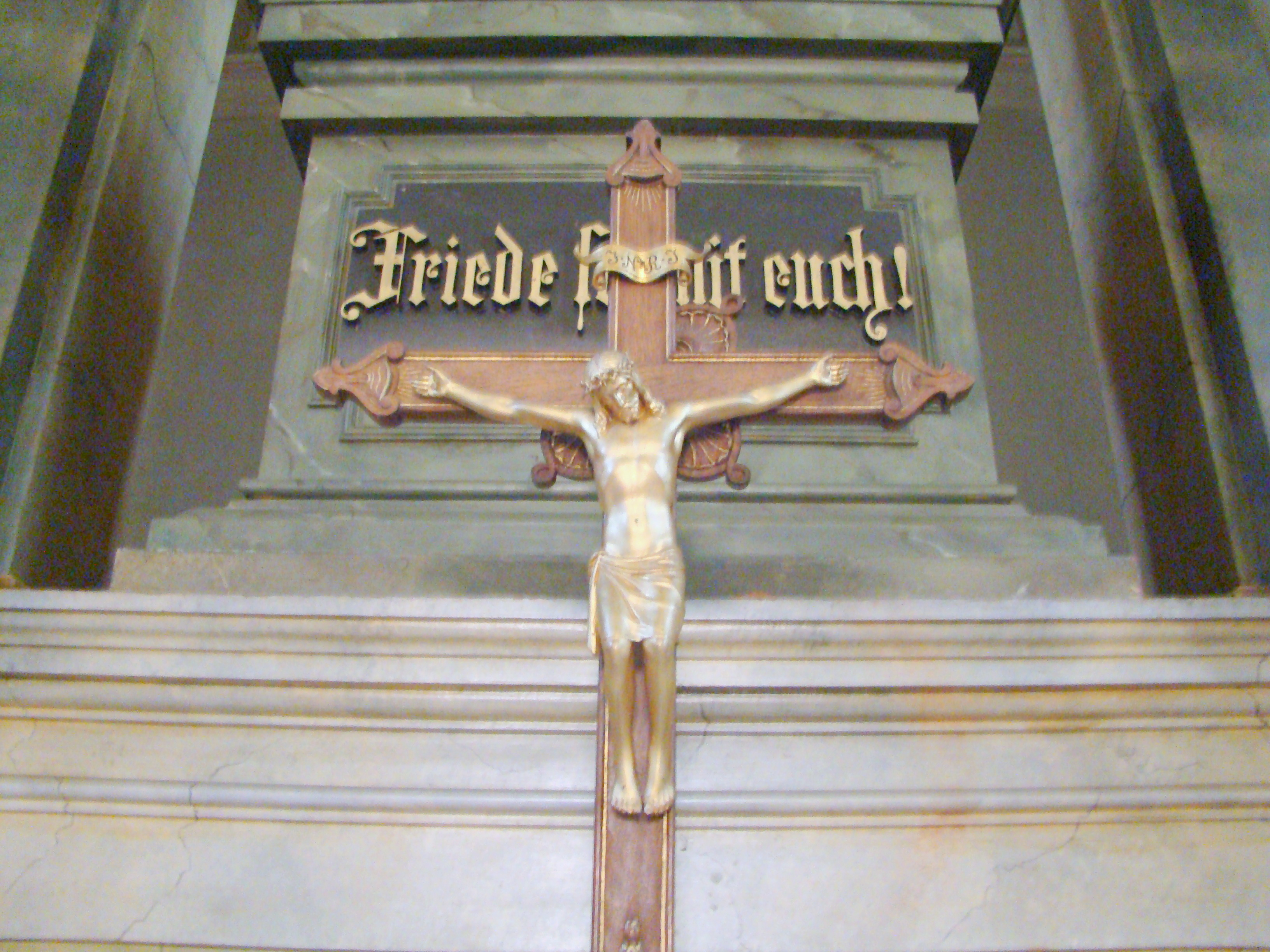
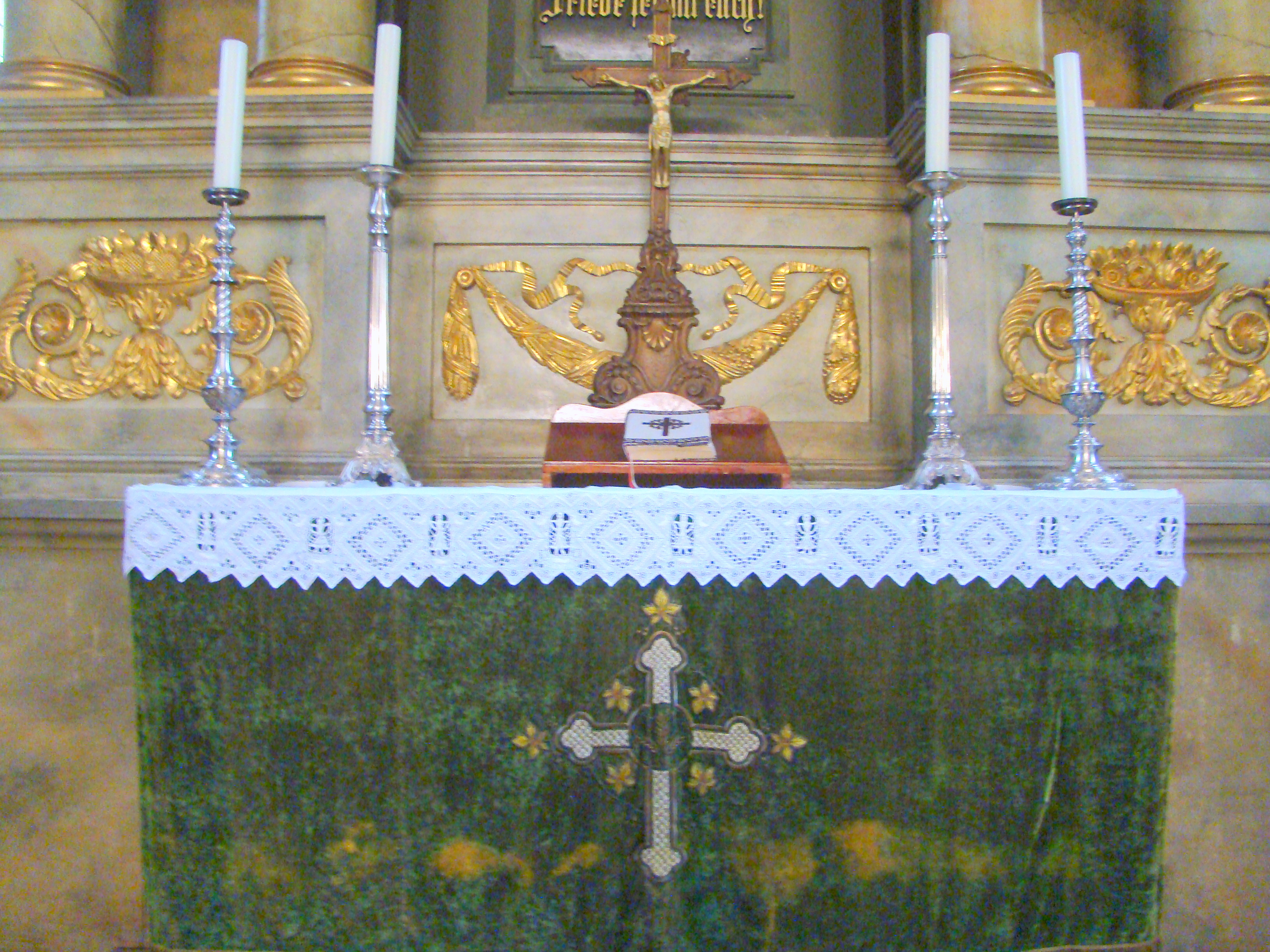
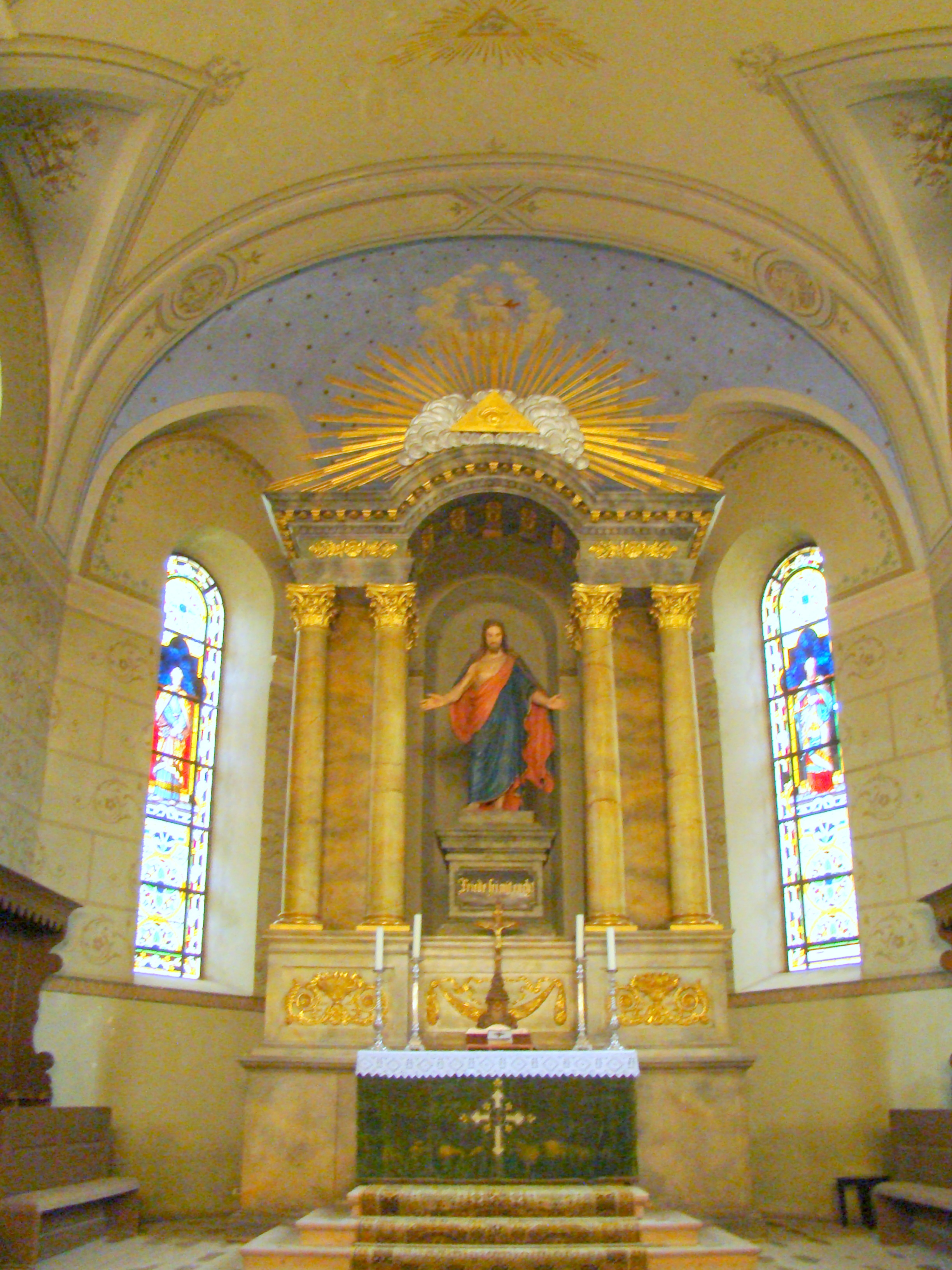
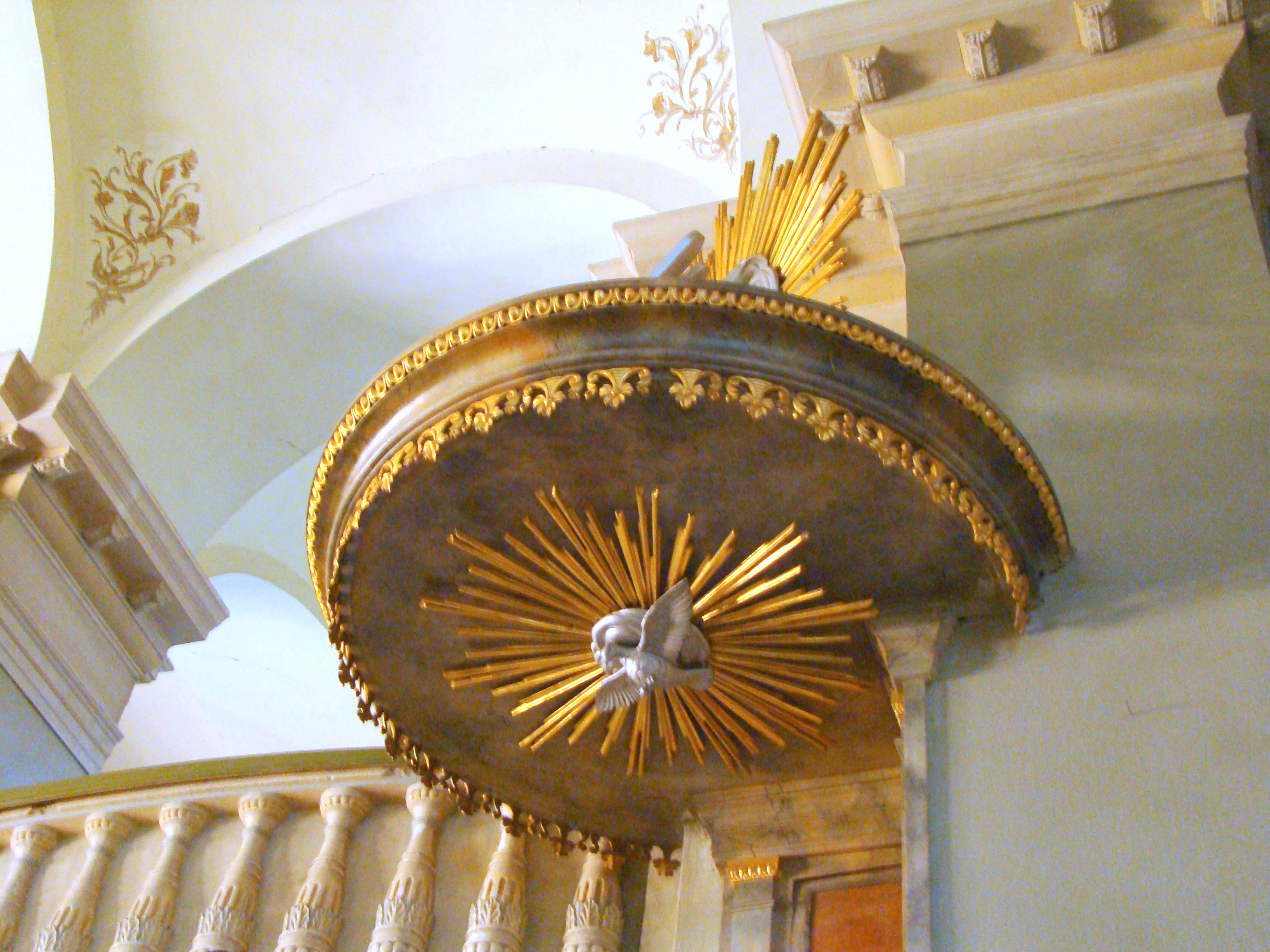
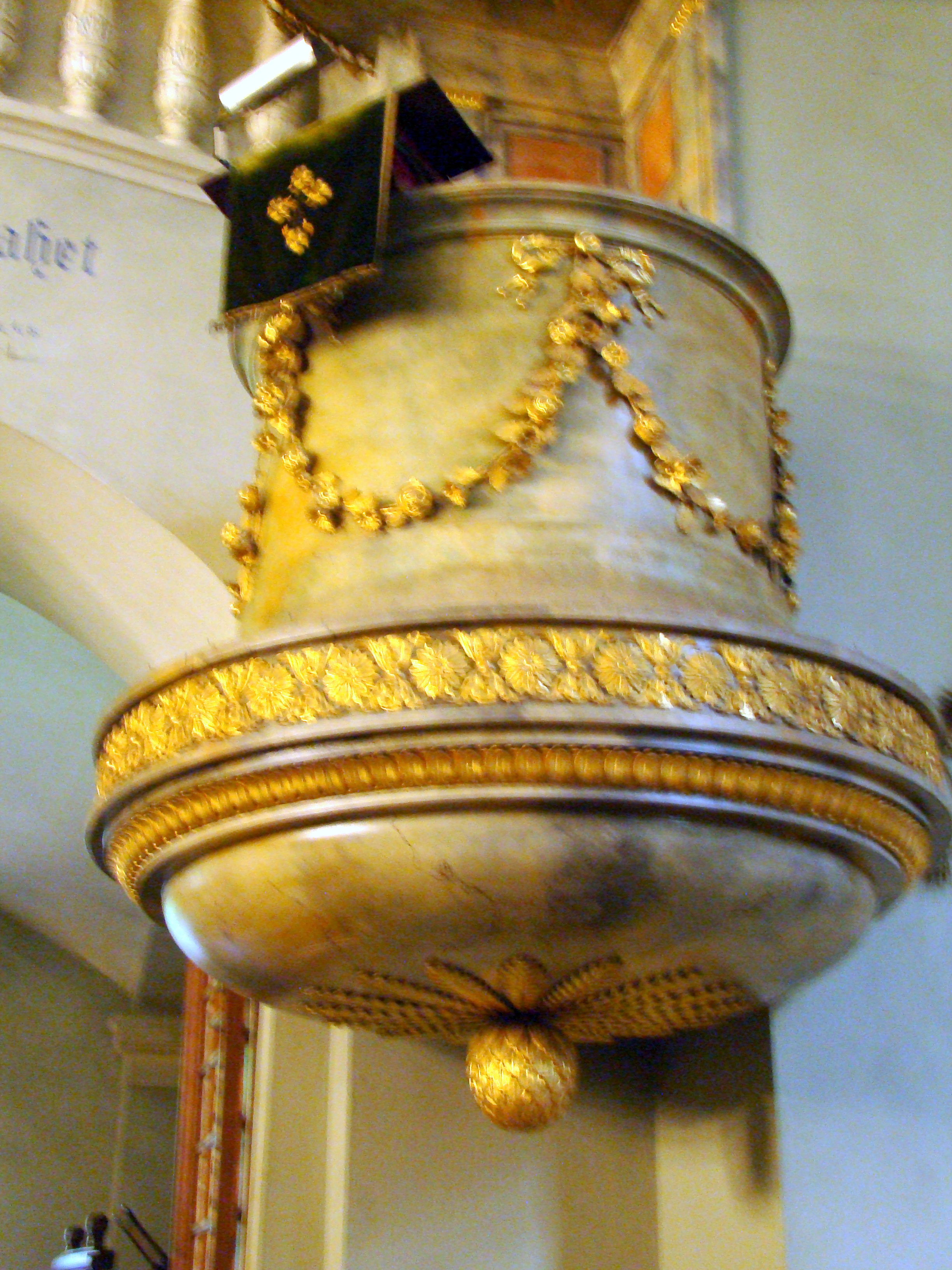
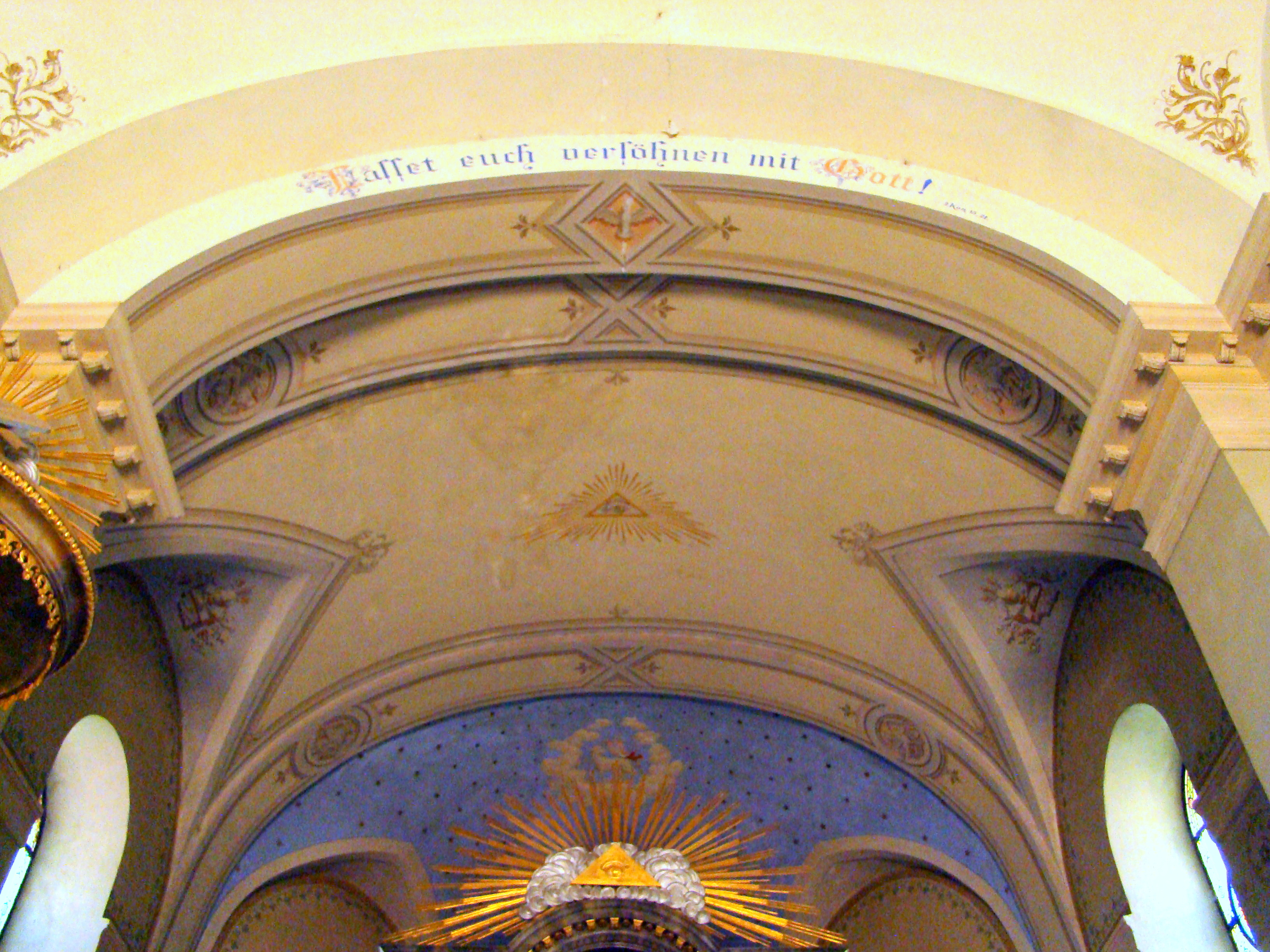
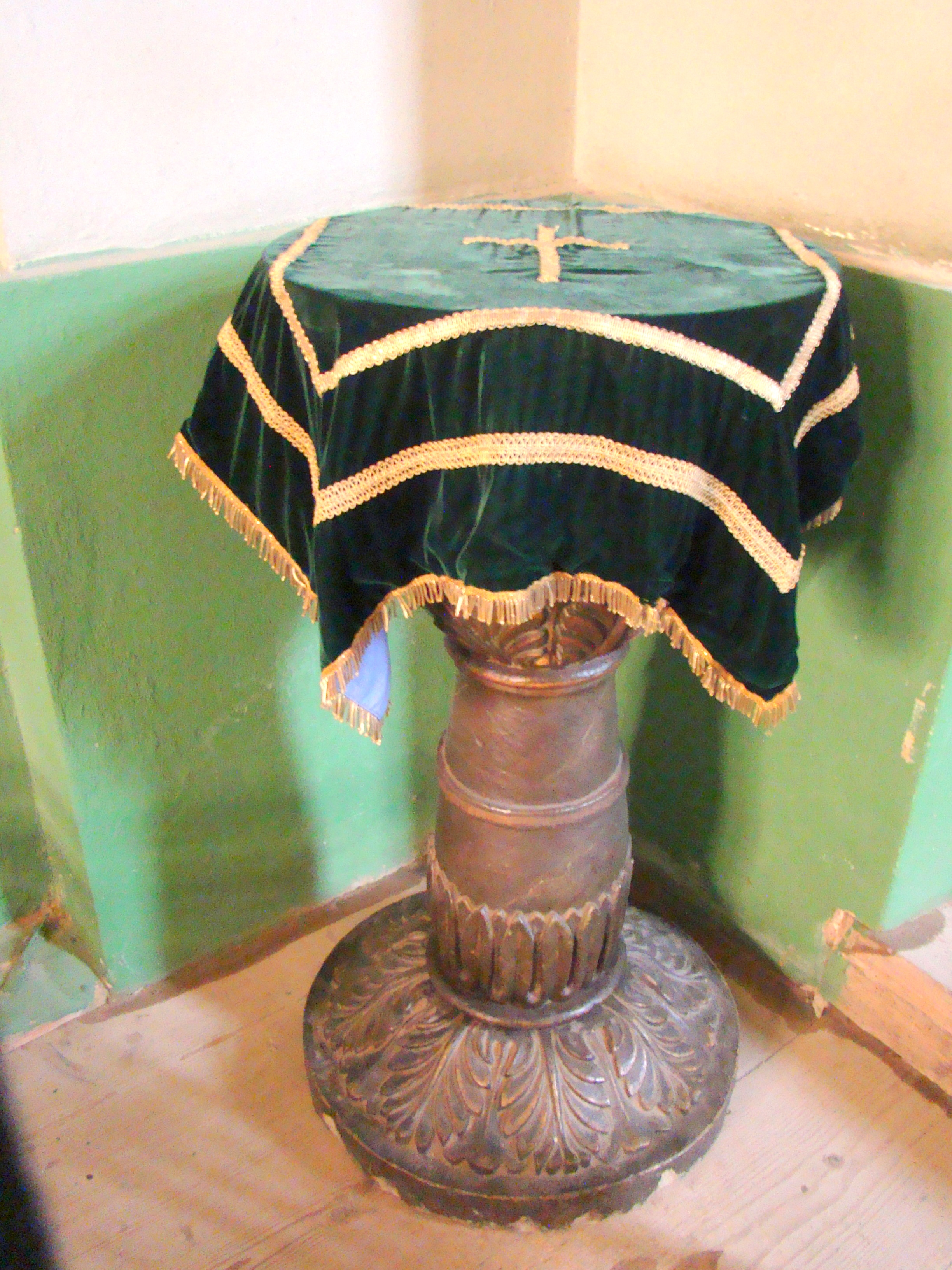
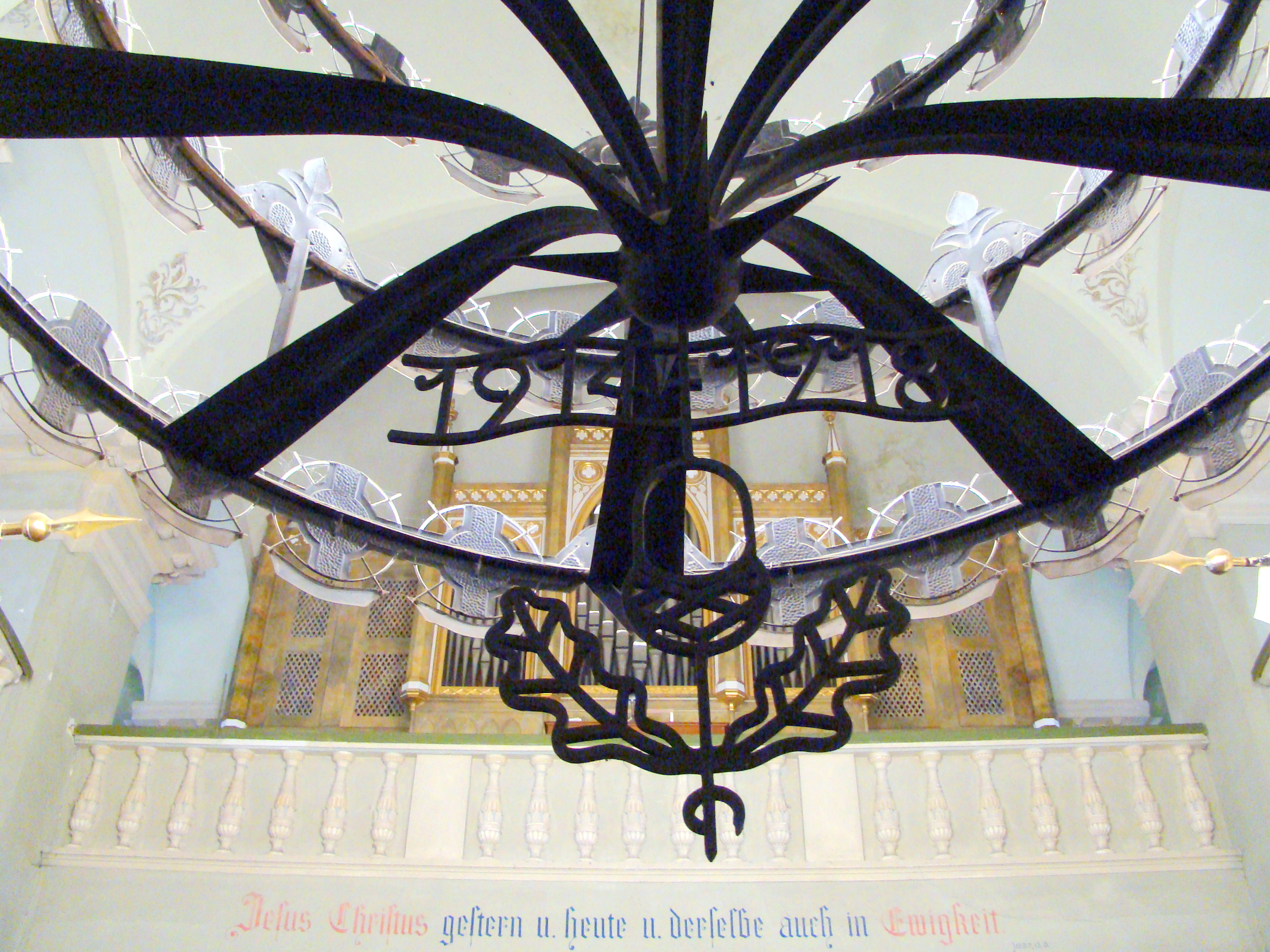
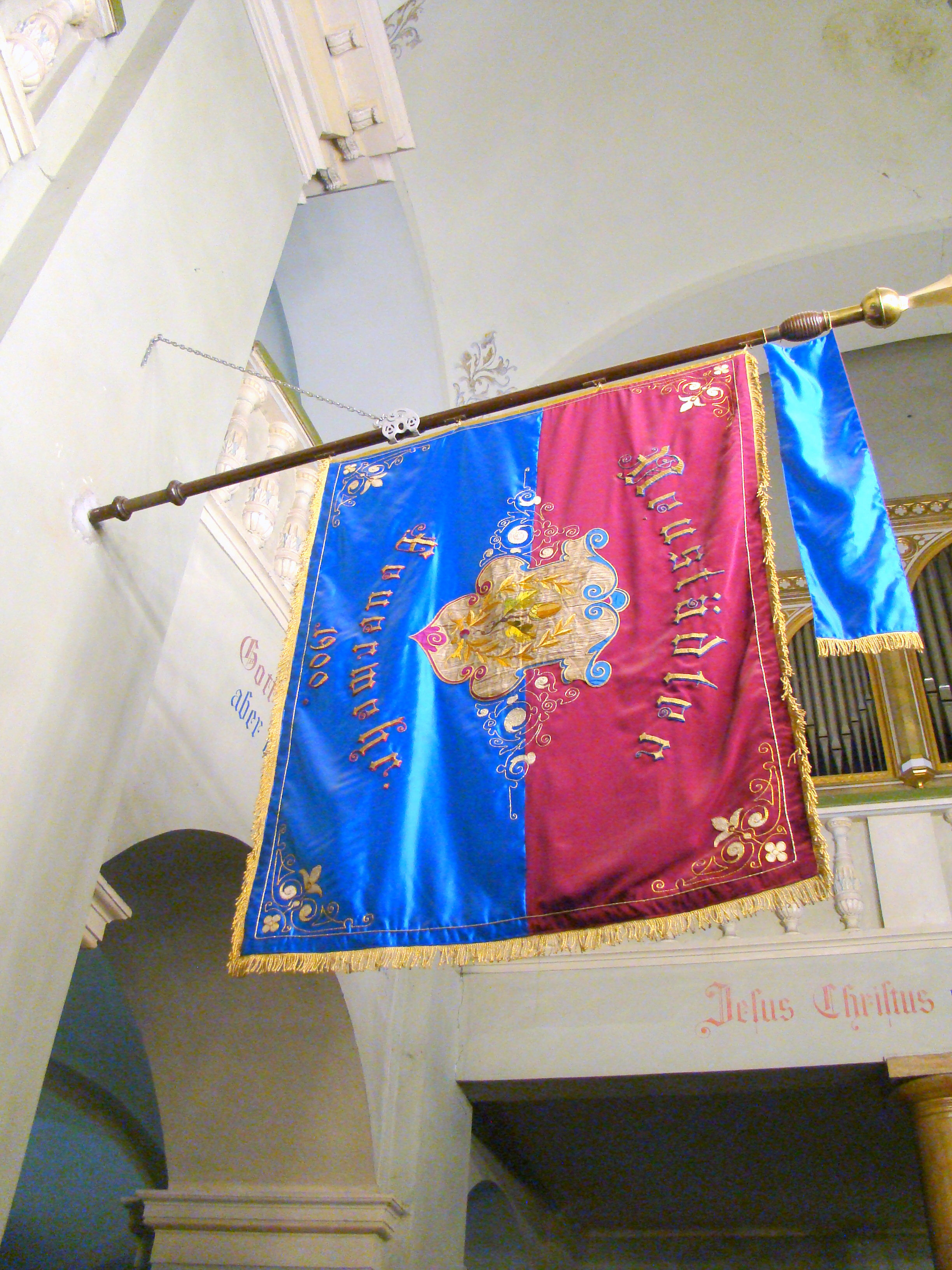
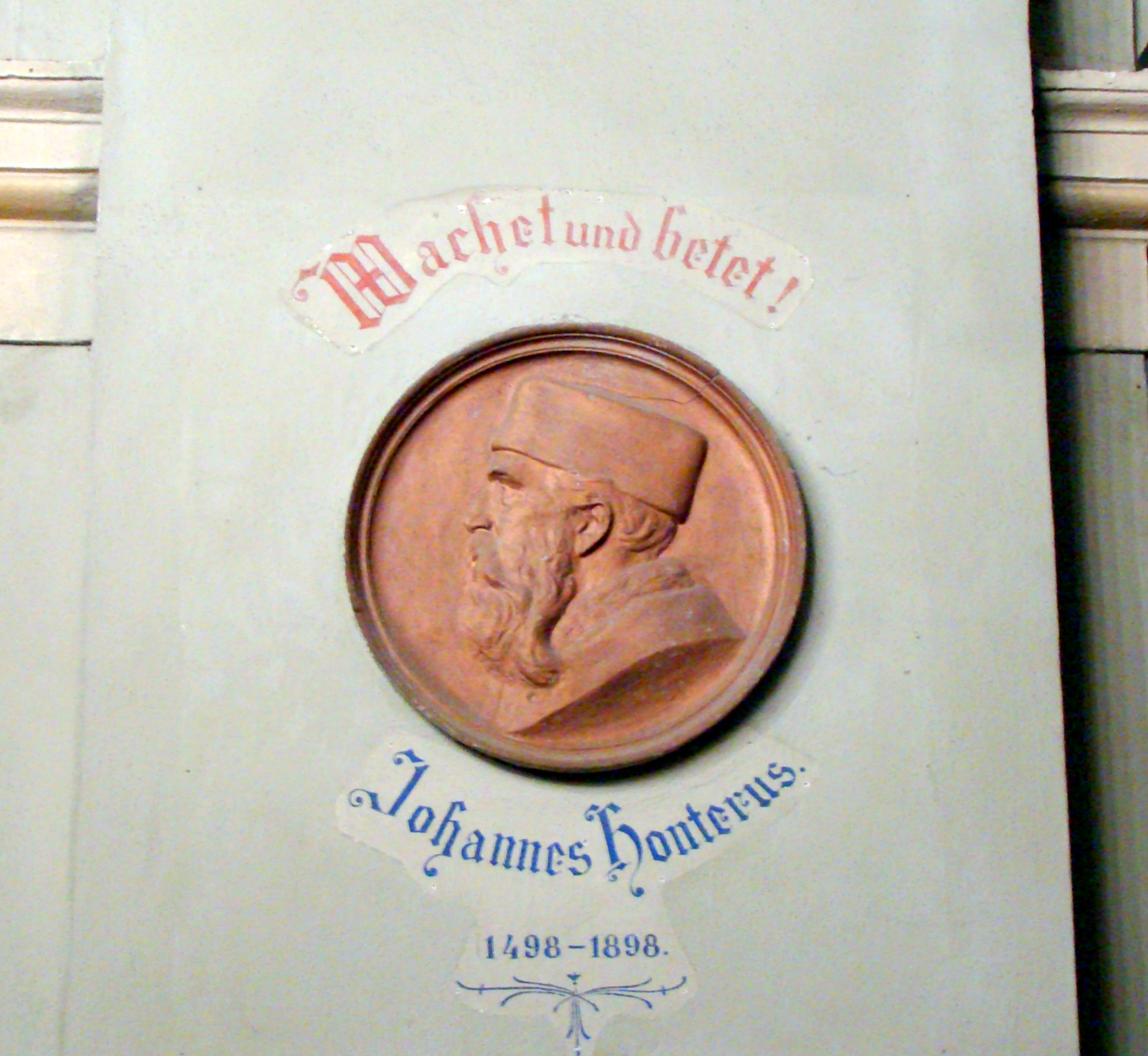
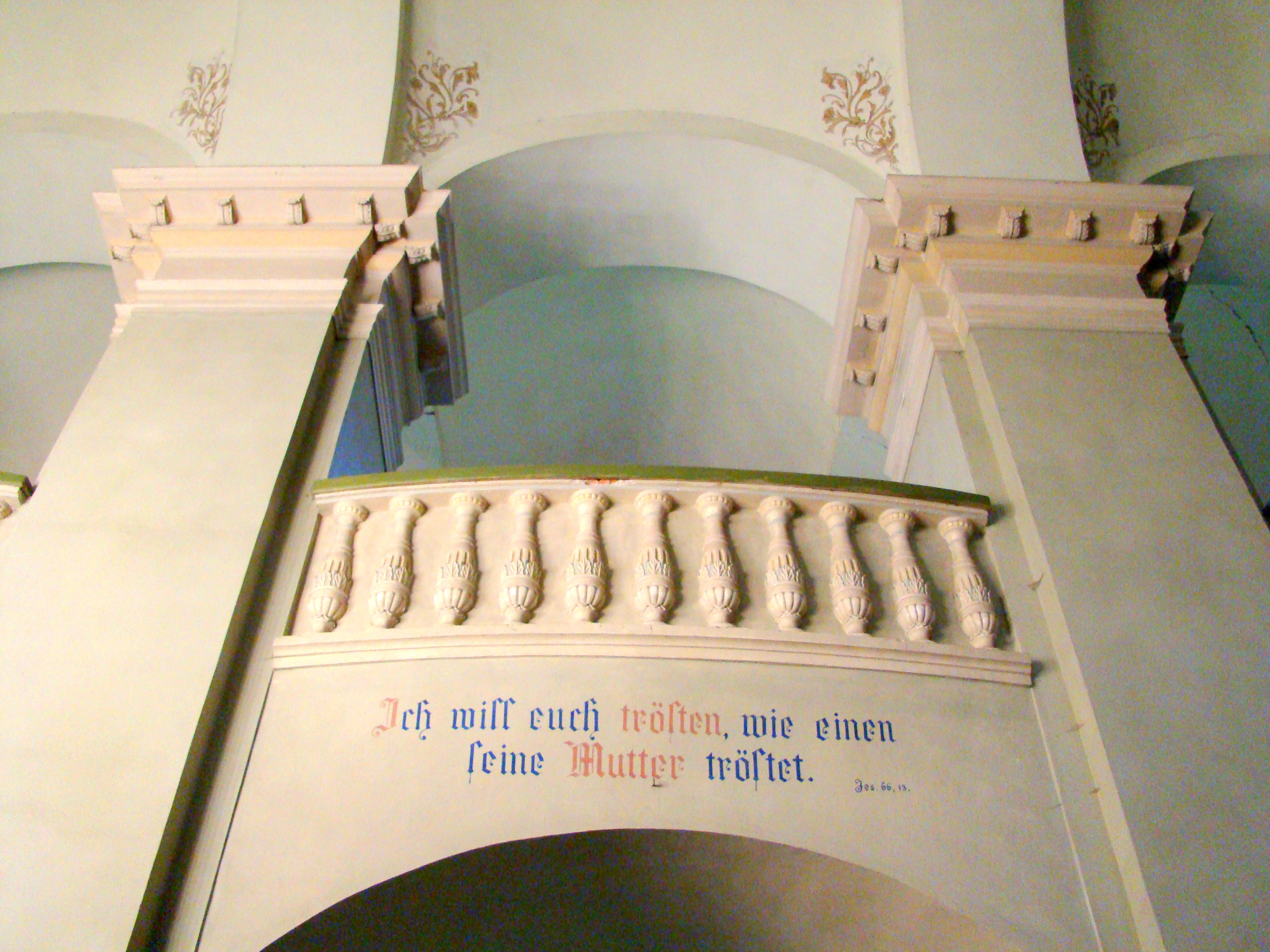
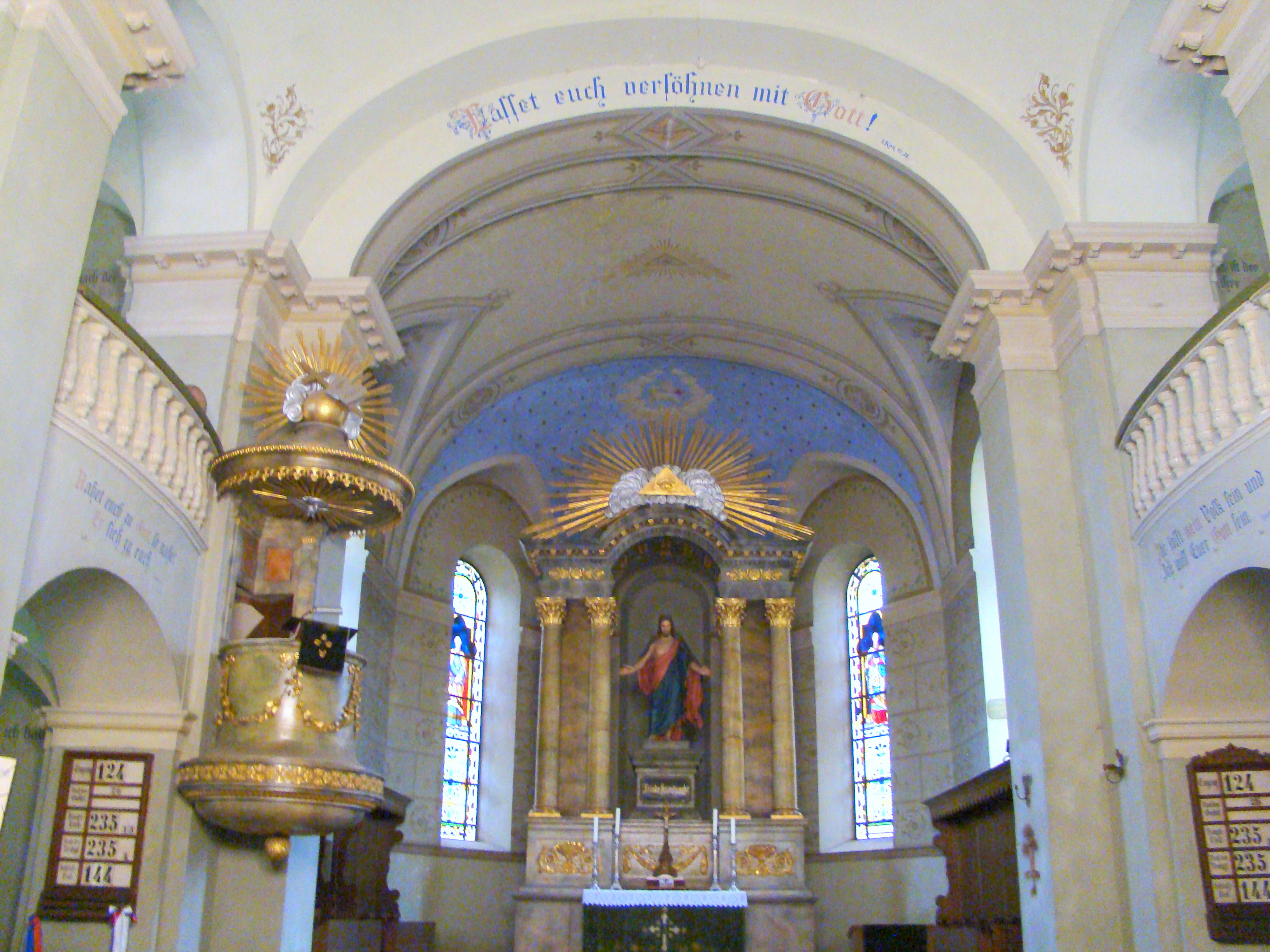
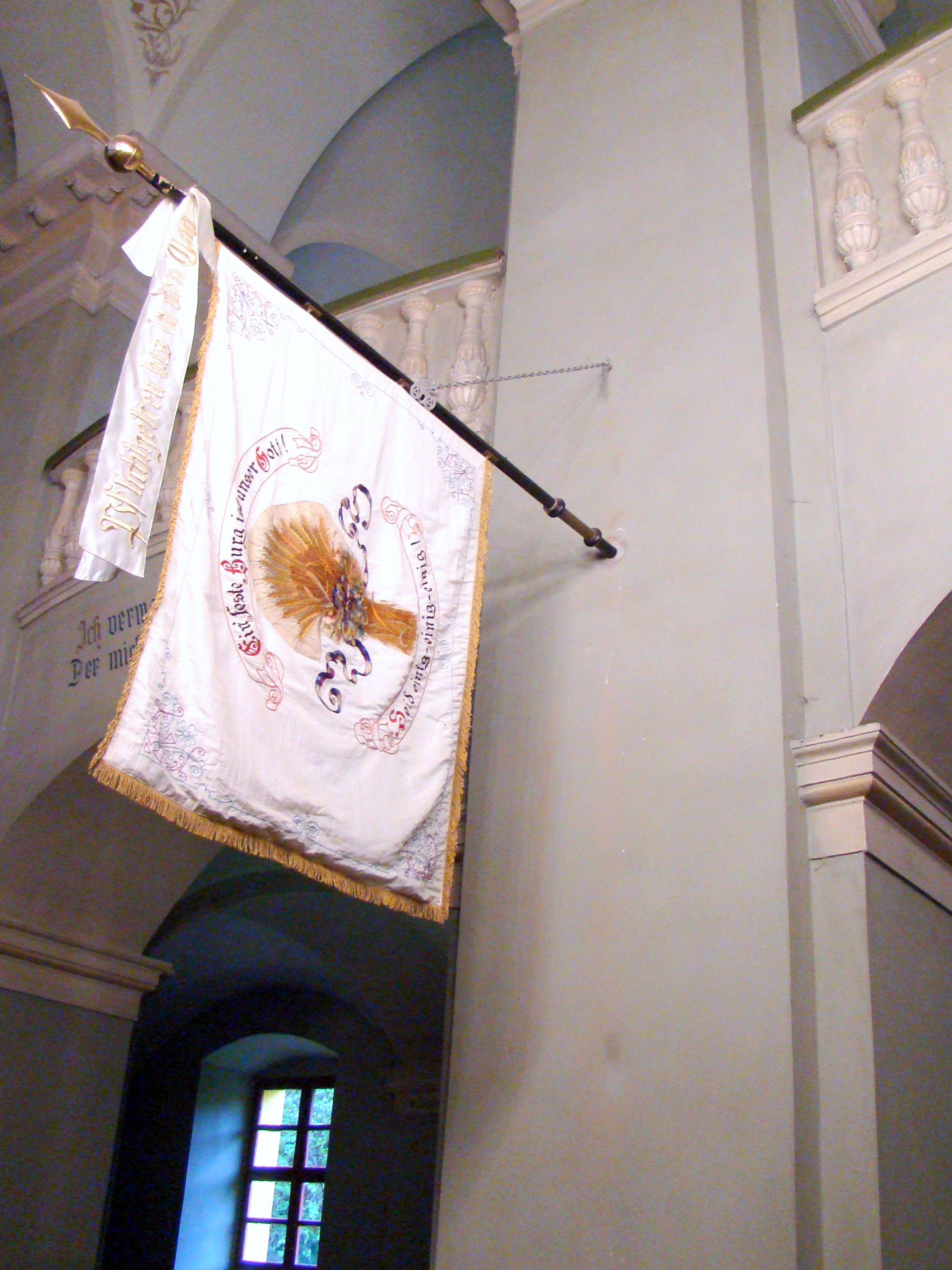
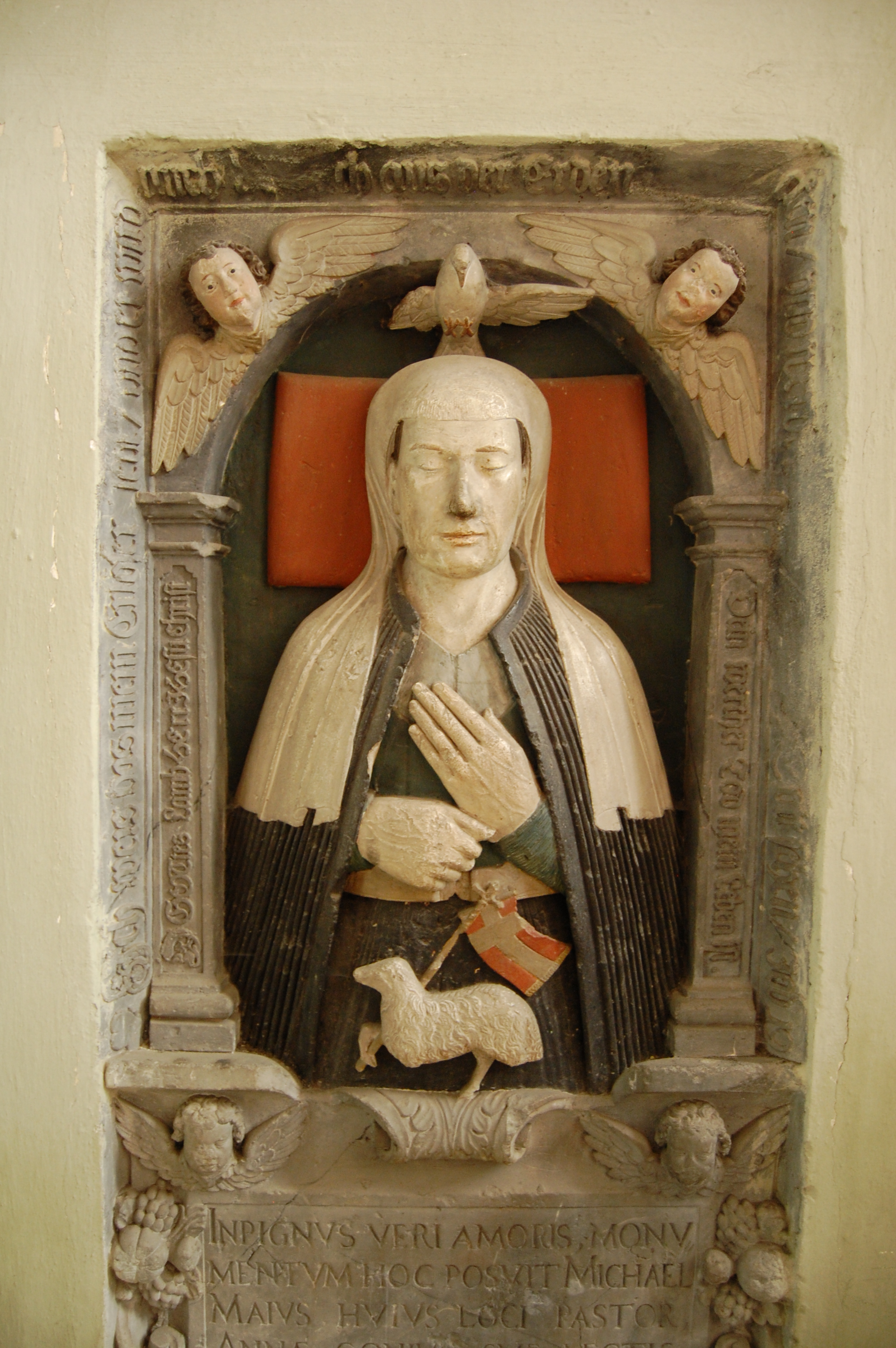
Piatra funerară Anna May din 1631

## Micul muzeu amenajat la intrarea în biserică

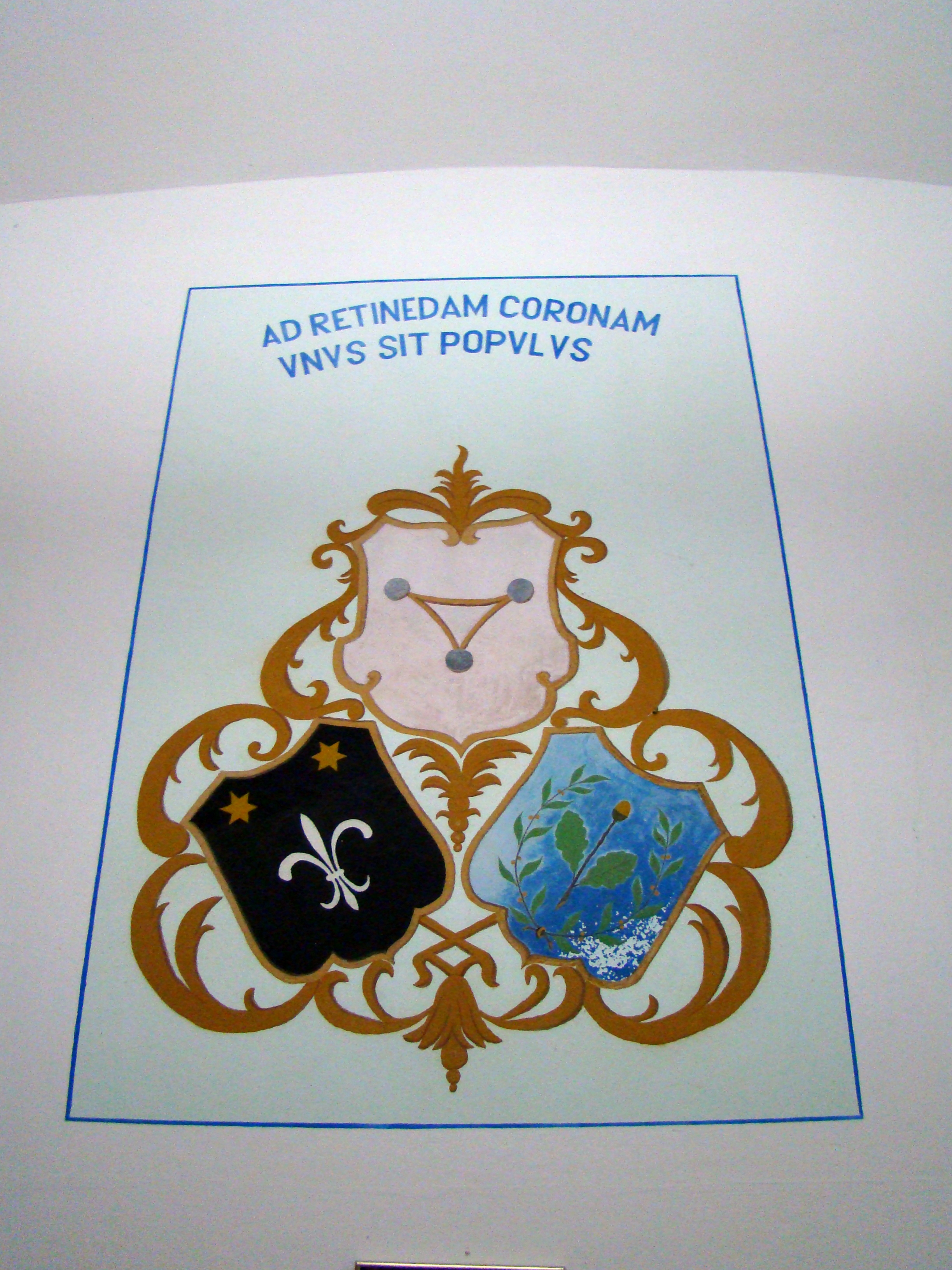
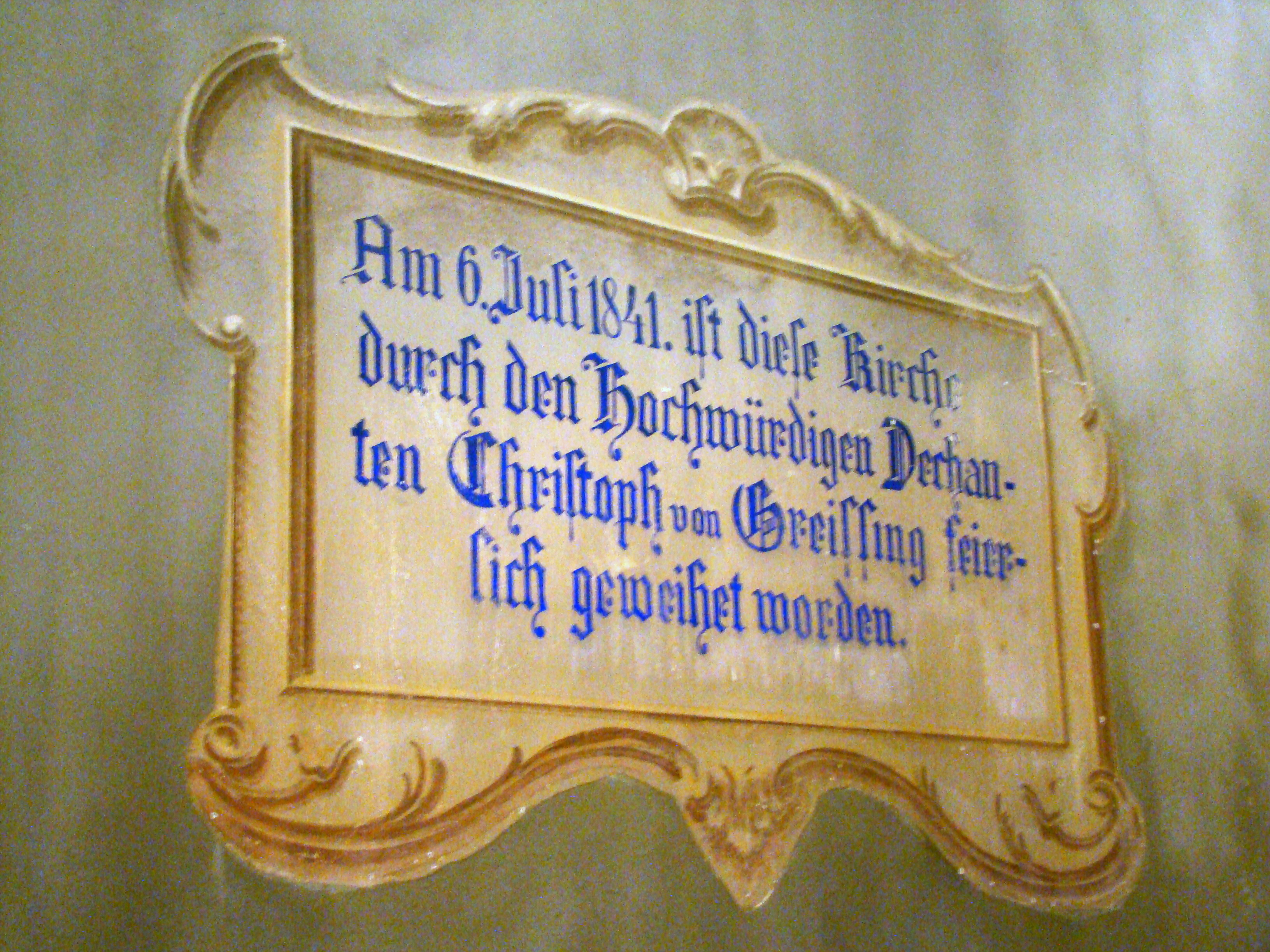
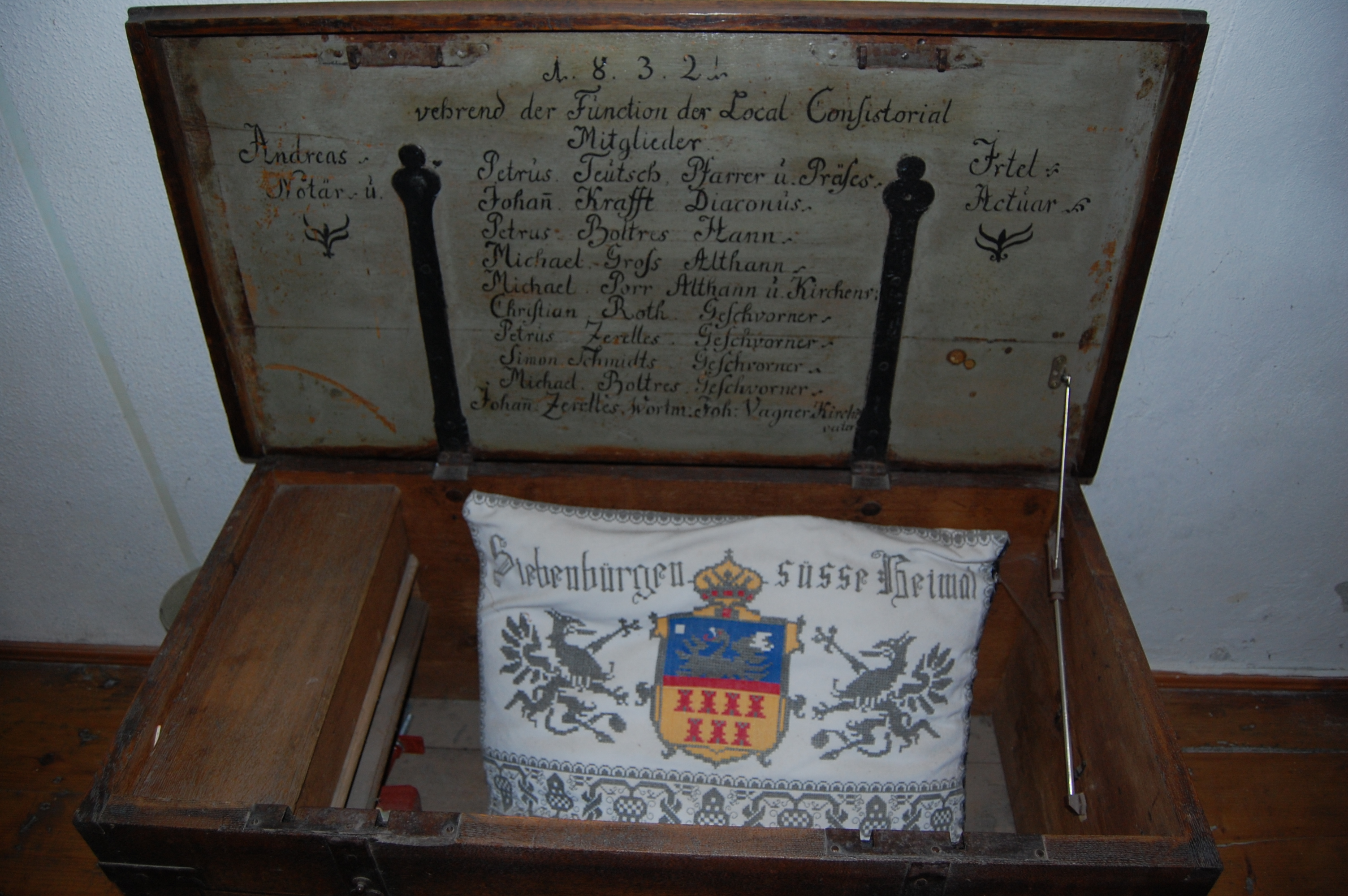
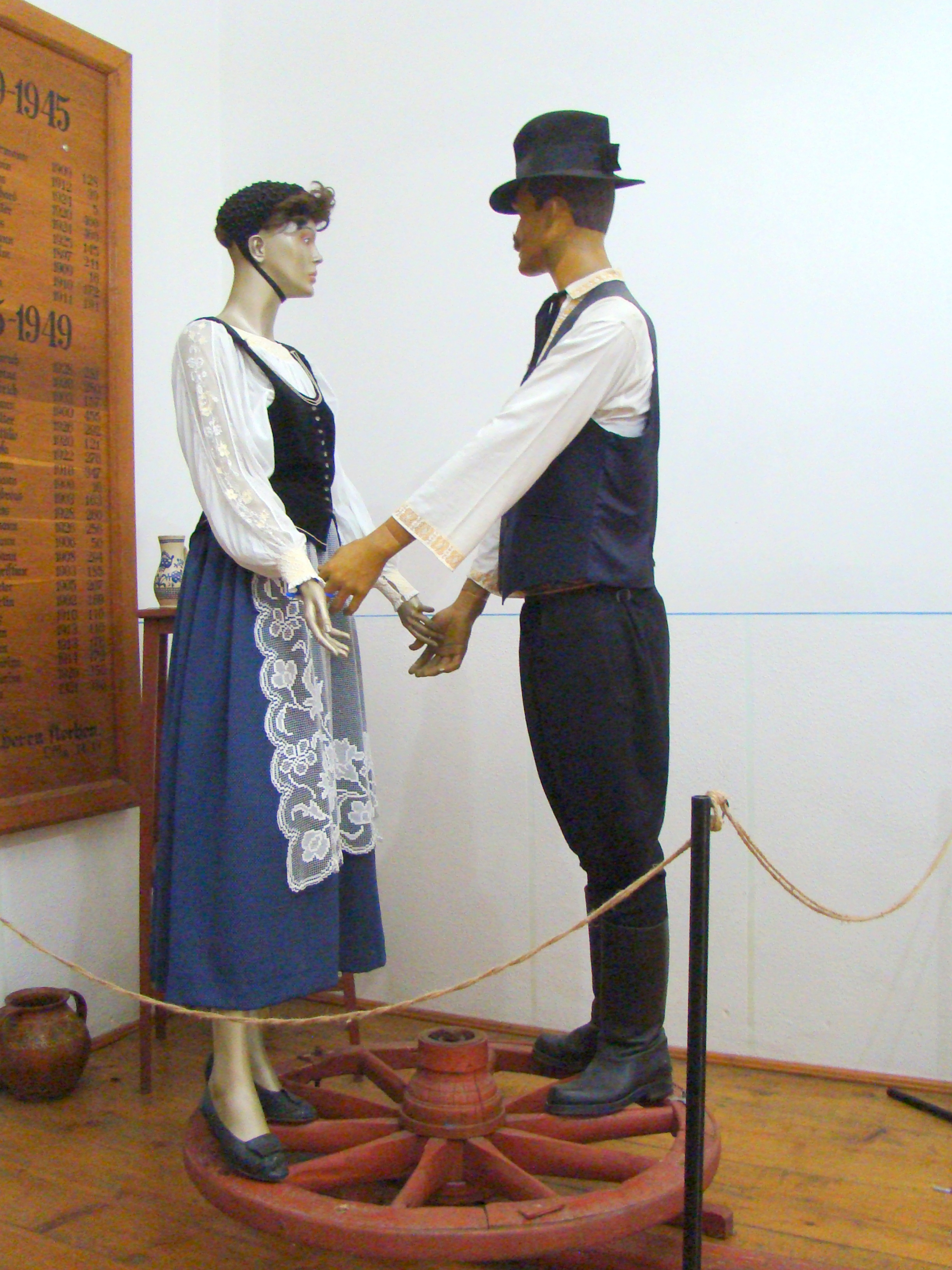
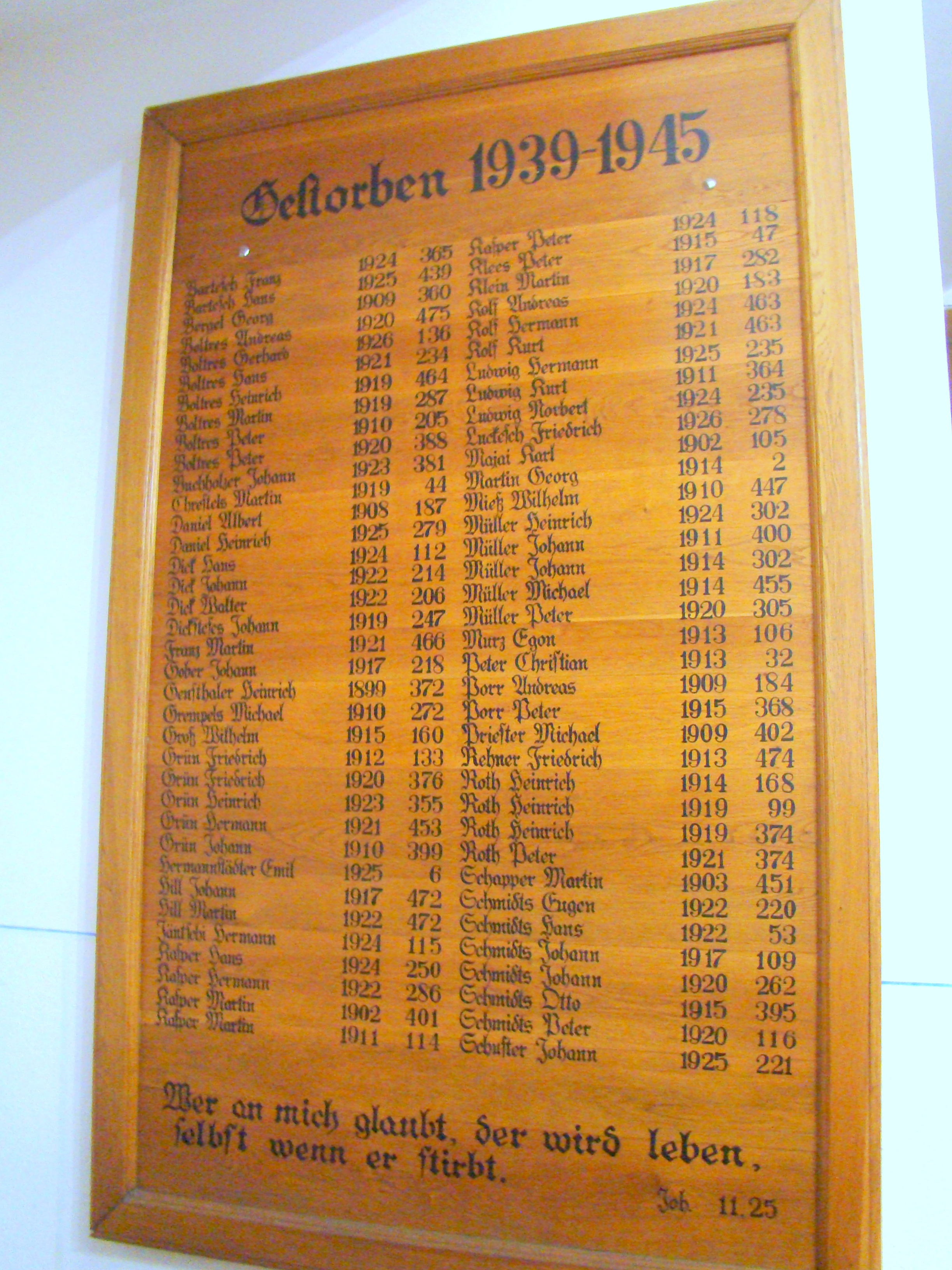
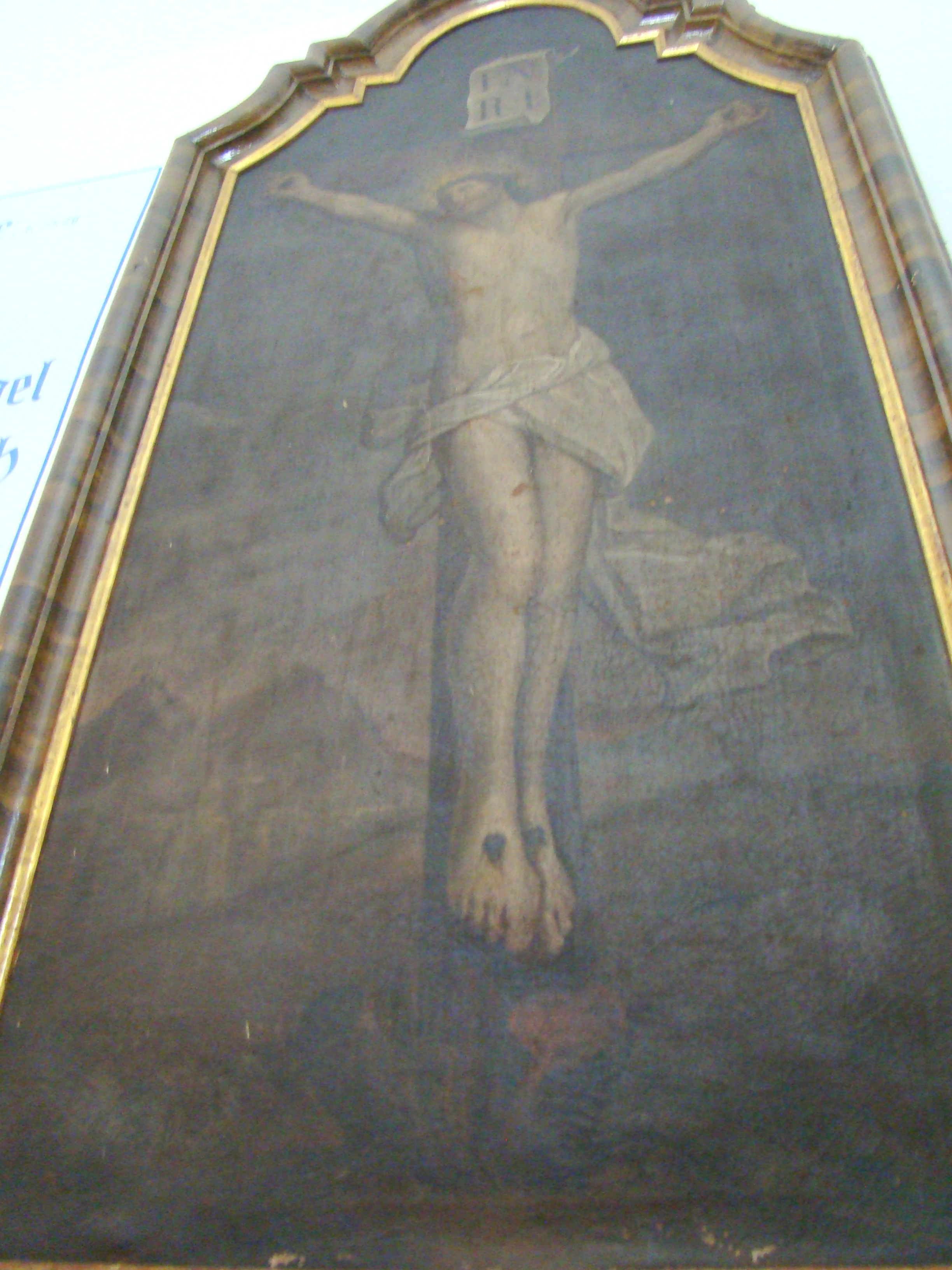
Tabloul vechiului altar